# Leichtathletik-Weltmeisterschaften 2023
| Medaillenspiegel (Endstand)    | Medaillenspiegel (Endstand) | Medaillenspiegel (Endstand) | Medaillenspiegel (Endstand) | Medaillenspiegel (Endstand) | Medaillenspiegel (Endstand) |
| Pl.                            | Land                        | G                           | S                           | B                           | Su.                         |
| ------------------------------ | --------------------------- | --------------------------- | --------------------------- | --------------------------- | --------------------------- |
| 1                              | Vereinigte Staaten          | 12                          | 8                           | 9                           | 29                          |
| 2                              | Kanada                      | 4                           | 2                           | –                           | 6                           |
| 3                              | Spanien                     | 4                           | 1                           | –                           | 5                           |
| 4                              | Jamaika                     | 3                           | 5                           | 4                           | 12                          |
| 5                              | Kenia                       | 3                           | 3                           | 4                           | 10                          |
| 6                              | Äthiopien                   | 2                           | 4                           | 3                           | 9                           |
| 7                              | Großbritannien              | 2                           | 3                           | 5                           | 10                          |
| 8                              | Niederlande                 | 2                           | 1                           | 2                           | 5                           |
| 9                              | Norwegen                    | 2                           | 1                           | 1                           | 4                           |
| 10                             | Schweden                    | 2                           | 1                           | 0                           | 3                           |
| Vollständiger Medaillenspiegel |                             |                             |                             |                             |                             |

Die 19. Leichtathletik-Weltmeisterschaften fanden vom 19. bis 27. August 2023 in der ungarischen Hauptstadt Budapest statt. Schauplatz der Wettkämpfe war primär das Nemzeti Atlétikai Központ. Die beiden Marathonläufe sowie die Wettbewerbe im Gehen wurden in den Straßen Budapests ausgetragen. Die Streckenverläufe wurden so gestaltet, dass sie an zahlreichen Sehenswürdigkeiten der ungarischen Hauptstadt vorbeiführten. Deutschland konnte bei den Weltmeisterschaften erstmals keine Medaille gewinnen.

## Vergabe
Neben Budapest hatten das spanische Sevilla und die kenianische Hauptstadt Nairobi Interesse an der Ausrichtung der Veranstaltung bekundet. In Nairobi waren im Juli 2017 die U18-Weltmeisterschaften ausgetragen worden, zahlreiche Nationen hatten unter anderem aufgrund von Sicherheitsbedenken jedoch auf einen Start verzichtet. Der Präsident des Afrikanischen Leichtathletikverbandes Hamad Kalkaba Malboum hatte dem Präsidenten des Leichtathletikweltverbandes Sebastian Coe Pläne vorgestellt, die Leichtathletik-Weltmeisterschaften demnächst auf dem afrikanischen Kontinent auszutragen, wobei er Algerien, Ägypten, Kenia, Marokko, Nigeria und Südafrika für wirtschaftlich stark genug hielt, ein solches Sportereignis zu organisieren. Kalkaba Malboum war allerdings der Ansicht, dass 2023 noch zu früh für eine solche Austragung sei, aber das Jahr 2025 könne dafür in Frage kommen. Im Juli 2022 erhielt dann jedoch Tokio den Zuschlag für die Ausrichtung der Weltmeisterschaften 2025.
Anfang Dezember 2018 vergab der Weltleichtathletikverband die Weltmeisterschaften an Budapest.

## Teilnehmer
Für die 49 Wettbewerbe wurden 2187 Athleten und Athletinnen aus 202 Ländern gemeldet, aus Deutschland nahmen 73 Athleten und Athletinnen teil. Teilnehmer aus Russland und Belarus wurden aufgrund des Ukrainekrieges nicht zur Teilnahme zugelassen.

### Teilnehmende Nationen
- Afghanistan (1)
- Ägypten (5)
- Albanien (2)
- Algerien (10)
- Amerikanisch-Samoa (1)
- Amerikanische Jungferninseln (1)
- Andorra (1)
- Angola (1)
- Anguilla (1)
- Antigua und Barbuda (1)
- Äquatorialguinea (1)
- Argentinien (10)
- Armenien (1)
- Aruba (1)
- Aserbaidschan (2)
- Äthiopien (42)
- Athlete Refugee Team (6)
- Australien (66)
- Bahamas (11)
- Bahrain (6)
- Bangladesch (1)
- Barbados (3)
- Belgien (31)
- Belize (1)
- Benin (1)
- Bermuda (1)
- Bolivien (1)
- Bosnien und Herzegowina (3)
- Botswana (14)
- Brasilien (56)
- Britische Jungferninseln (3)
- Bulgarien (3)
- Burkina Faso (2)
- Burundi (6)
- Cayman Islands (1)
- Chile (9)
- China (41)
- Cookinseln (1)
- Costa Rica (1)
- Dänemark (11)
- Deutschland (78)
- Dominica (1)
- Dominikanische Republik (7)
- Dschibuti (3)
- Ecuador (17)
- Elfenbeinküste (6)
- El Salvador (1)
- Eritrea (7)
- Estland (7)
- Eswatini (1)
- Fidschi (1)
- Finnland (40)
- Frankreich (78)
- Französisch-Polynesien (1)
- Gabun (1)
- Gambia (2)
- Georgien (1)
- Ghana (7)
- Gibraltar (1)
- Grenada (4)
- Griechenland (22)
- Guam (1)
- Guatemala (4)
- Guinea-Bissau (1)
- Guyana (2)
- Haiti (1)
- Honduras (1)
- Hongkong (1)
- Indien (28)
- Indonesien (1)
- Iran (2)
- Irak (1)
- Irland (24)
- Island (3)
- Israel (6)
- Italien (78)
- Jamaika (68)
- Japan (76)
- Jordanien (1)
- Kamerun (3)
- Kanada (55)
- Kap Verde (1)
- Katar (3)
- Kasachstan (8)
- Kenia (52)
- Kirgisistan (2)
- Kiribati (1)
- Kolumbien (16)
- Komoren (1)
- Kongo, Demokratische Republik (1)
- Kongo, Republik (1)
- Kosovo (1)
- Kroatien (9)
- Kuba (21)
- Kuwait (3)
- Laos (1)
- Lesotho (2)
- Lettland (9)
- Libanon (1)
- Liberia (3)
- Libyen (1)
- Litauen (16)
- Luxemburg (4)
- Macau (1)
- Madagaskar (1)
- Malawi (1)
- Malaysia (1)
- Malediven (1)
- Mali (1)
- Malta (1)
- Marokko (18)
- Marshallinseln (1)
- Mauretanien (1)
- Mauritius (1)
- Mexiko (25)
- Mikronesien (1)
- Moldau (4)
- Monaco (1)
- Mongolei (4)
- Montenegro (1)
- Mosambik (1)
- Myanmar (1)
- Namibia (3)
- Nauru (1)
- Nepal (1)
- Neuseeland (19)
- Nicaragua (1)
- Niederlande (41)
- Niger (1)
- Nigeria (27)
- Nordmazedonien (1)
- Nördliche Marianen (1)
- Norwegen (27)
- Oman (1)
- Österreich (8)
- Osttimor (1)
- Pakistan (1)
- Palau (1)
- Palästina (1)
- Panama (2)
- Papua-Neuguinea (1)
- Paraguay (2)
- Peru (12)
- Philippinen (3)
- Polen (67)
- Portugal (29)
- Puerto Rico (10)
- Ruanda (3)
- Rumänien (16)
- Salomonen (1)
- Sambia (2)
- Samoa (1)
- San Marino (1)
- São Tomé und Príncipe (1)
- Saudi-Arabien (2)
- Schweden (32)
- Schweiz (39)
- Senegal (2)
- Serbien (9)
- Seychellen (1)
- Sierra Leone (1)
- Simbabwe (4)
- Singapur (2)
- Slowakei (9)
- Slowenien (13)
- Somalia (1)
- Spanien (58)
- Sri Lanka (7)
- St. Kitts und Nevis (1)
- St. Lucia (2)
- St. Vincent und die Grenadinen (1)
- Südafrika (36)
- Südkorea (4)
- Südsudan (1)
- Suriname (1)
- Tadschikistan (1)
- Taiwan (4)
- Tansania (1)
- Thailand (1)
- Togo (1)
- Tonga (1)
- Trinidad und Tobago (16)
- Tschad (1)
- Tschechien (23)
- Tunesien (4)
- Türkei (17)
- Turkmenistan (1)
- Turks- und Caicosinseln (1)
- Tuvalu (1)
- Uganda (21)
- Ukraine (30)
- Ungarn (63)
- Uruguay (6)
- Usbekistan (5)
- Vanuatu (1)
- Venezuela (5)
- Vereinigte Arabische Emirate (1)
- Vereinigte Staaten (138)
- Vereinigtes Königreich (55)
- Vietnam (1)
- Zentralafrikanische Republik (1)
- Zypern (6)

## Stadion
Im Süden Budapests wurde für die Weltmeisterschaften das Nemzeti Atlétikai Központ gebaut, das 37.326 Zuschauer fasst.

## Wettbewerbe
Im Wettkampfprogramm gab es keine Veränderungen gegenüber den vorangegangenen Weltmeisterschaften in Eugene. Eine Disziplin – das Gehen über 35 Kilometer – wurde für Frauen und Männer auf derselben Strecke gemeinsam ausgetragen.
So gab es weiterhin 49 Wettbewerbe, je 24 für Frauen und Männer sowie einen Mixed-Wettbewerb.

## Wettkampfplan
| M | morgens | A | abends | Q | Qualifikation | V | Vorlauf | ½ | Halbfinale | F | Finale |

| Datum →          | Sa 19. | Sa 19. | So 20. | So 20. | So 20. | Mo 21. | Mo 21. | Di 22. | Mi 23. | Mi 23. | Do 24. | Do 24. | Fr 25. | Fr 25. | Sa 26. | Sa 26. | So 27. | So 27. |
| ---------------- | ------ | ------ | ------ | ------ | ------ | ------ | ------ | ------ | ------ | ------ | ------ | ------ | ------ | ------ | ------ | ------ | ------ | ------ |
| Wettkampf ↓      | M      | A      | M      | A      | A      | A      | A      | A      | M      | A      | M      | A      | M      | A      | M      | A      | M      | A      |
| 100 m            | Q      | V      |        | ½      | F      |        |        |        |        |        |        |        |        |        |        |        |        |        |
| 200 m            |        |        |        |        |        |        |        |        | V      |        |        | ½      |        | F      |        |        |        |        |
| 400 m            |        |        | V      |        |        |        |        | ½      |        |        |        | F      |        |        |        |        |        |        |
| 800 m            |        |        |        |        |        |        |        | V      |        |        |        | ½      |        |        |        | F      |        |        |
| 1500 m           |        | V      |        | ½      | ½      |        |        |        |        | F      |        |        |        |        |        |        |        |        |
| 5000 m           |        |        |        |        |        |        |        |        |        |        |        | V      |        |        |        |        |        | F      |
| 10.000 m         |        |        |        | F      | F      |        |        |        |        |        |        |        |        |        |        |        |        |        |
| Marathon         |        |        |        |        |        |        |        |        |        |        |        |        |        |        |        |        | F      |        |
| 110 m Hürden     |        |        | V      |        |        | ½      | F      |        |        |        |        |        |        |        |        |        |        |        |
| 400 m Hürden     |        |        | V      |        |        | ½      | ½      |        |        | F      |        |        |        |        |        |        |        |        |
| 3000 m Hindernis | V      |        |        |        |        |        |        | F      |        |        |        |        |        |        |        |        |        |        |
| 4 × 100 m        |        |        |        |        |        |        |        |        |        |        |        |        |        | V      |        | F      |        |        |
| 4 × 400 m        |        |        |        |        |        |        |        |        |        |        |        |        |        |        |        | V      |        | F      |
| 20 km Gehen      | F      |        |        |        |        |        |        |        |        |        |        |        |        |        |        |        |        |        |
| 35 km Gehen      |        |        |        |        |        |        |        |        |        |        | F      |        |        |        |        |        |        |        |
| Weitsprung       |        |        |        |        |        |        |        |        | Q      |        |        | F      |        |        |        |        |        |        |
| Dreisprung       |        | Q      |        |        |        | F      | F      |        |        |        |        |        |        |        |        |        |        |        |
| Hochsprung       |        |        | Q      |        |        |        |        | F      |        |        |        |        |        |        |        |        |        |        |
| Stabhochsprung   |        |        |        |        |        |        |        |        | Q      |        |        |        |        |        |        | F      |        |        |
| Kugelstoßen      | Q      | F      |        |        |        |        |        |        |        |        |        |        |        |        |        |        |        |        |
| Diskuswurf       |        | Q      |        |        |        | F      | F      |        |        |        |        |        |        |        |        |        |        |        |
| Hammerwurf       | Q      |        |        | F      | F      |        |        |        |        |        |        |        |        |        |        |        |        |        |
| Speerwurf        |        |        |        |        |        |        |        |        |        |        |        |        | Q      |        |        |        |        | F      |
| Zehnkampf        |        |        |        |        |        |        |        |        |        |        |        |        | F      | F      | F      | F      |        |        |

| Datum →          | Sa 19. | Sa 19. | So 20. | So 20. | Mo 21. | Mo 21. | Di 22. | Mi 23. | Mi 23. | Do 24. | Do 24. | Fr 25. | Fr 25. | Sa 26. | Sa 26. | So 27. | So 27. |
| ---------------- | ------ | ------ | ------ | ------ | ------ | ------ | ------ | ------ | ------ | ------ | ------ | ------ | ------ | ------ | ------ | ------ | ------ |
| Wettkampf ↓      | M      | A      | M      | A      | A      | A      | A      | M      | A      | M      | A      | M      | A      | M      | A      | M      | A      |
| 100 m            |        |        | V      |        | ½      | F      |        |        |        |        |        |        |        |        |        |        |        |
| 200 m            |        |        |        |        |        |        |        | V      |        |        | ½      |        | F      |        |        |        |        |
| 400 m            |        |        | V      |        | ½      | ½      |        |        | F      |        |        |        |        |        |        |        |        |
| 800 m            |        |        |        |        |        |        |        | V      |        |        |        |        | ½      |        |        |        | F      |
| 1500 m           | V      |        |        | ½      |        |        | F      |        |        |        |        |        |        |        |        |        |        |
| 5000 m           |        |        |        |        |        |        |        | V      |        |        |        |        |        |        | F      |        |        |
| 10.000 m         |        | F      |        |        |        |        |        |        |        |        |        |        |        |        |        |        |        |
| Marathon         |        |        |        |        |        |        |        |        |        |        |        |        |        | F      |        |        |        |
| 100 m Hürden     |        |        |        |        |        |        | V      |        | ½      |        | F      |        |        |        |        |        |        |
| 400 m Hürden     |        |        |        |        | V      | V      | ½      |        |        |        | F      |        |        |        |        |        |        |
| 3000 m Hindernis |        |        |        |        |        |        |        |        | V      |        |        |        |        |        |        |        | F      |
| 4 × 100 m        |        |        |        |        |        |        |        |        |        |        |        |        | V      |        | F      |        |        |
| 4 × 400 m        |        |        |        |        |        |        |        |        |        |        |        |        |        |        | V      |        | F      |
| 20 km Gehen      |        |        | F      |        |        |        |        |        |        |        |        |        |        |        |        |        |        |
| 35 km Gehen      |        |        |        |        |        |        |        |        |        | F      |        |        |        |        |        |        |        |
| Weitsprung       | Q      |        |        | F      |        |        |        |        |        |        |        |        |        |        |        |        |        |
| Dreisprung       |        |        |        |        |        |        |        |        | Q      |        |        |        | F      |        |        |        |        |
| Hochsprung       |        |        |        |        |        |        |        |        |        |        |        | Q      |        |        |        |        | F      |
| Stabhochsprung   |        |        |        |        | Q      | Q      |        |        | F      |        |        |        |        |        |        |        |        |
| Kugelstoßen      |        |        |        |        |        |        |        |        |        |        |        |        |        | Q      | F      |        |        |
| Diskuswurf       |        |        | Q      |        |        |        | F      |        |        |        |        |        |        |        |        |        |        |
| Hammerwurf       |        |        |        |        |        |        |        |        | Q      |        | F      |        |        |        |        |        |        |
| Speerwurf        |        |        |        |        |        |        |        | Q      |        |        |        |        | F      |        |        |        |        |
| Siebenkampf      | F      | F      | F      | F      |        |        |        |        |        |        |        |        |        |        |        |        |        |

| Datum →     | Sa 19. | Sa 19. | So 20. | So 20. | So 20. | Mo 21. | Mo 21. | Di 22. | Mi 23. | Mi 23. | Do 24. | Do 24. | Fr 25. | Fr 25. | Sa 26. | Sa 26. | So 27. | So 27. |
| ----------- | ------ | ------ | ------ | ------ | ------ | ------ | ------ | ------ | ------ | ------ | ------ | ------ | ------ | ------ | ------ | ------ | ------ | ------ |
| Wettkampf ↓ | M      | A      | M      | A      | A      | A      | A      | A      | M      | A      | M      | A      | M      | A      | M      | A      | M      | A      |
| 4 × 400 m   | V      | F      |        |        |        |        |        |        |        |        |        |        |        |        |        |        |        |        |

## Sportliche Leistungen
Das Leistungsniveau war auch bei diesen Weltmeisterschaften ausgesprochen hoch.
- Es gab einen neuen Weltrekord:
  - 4-mal-400-Meter-Staffel, Mixed: 3:08,80 min – USA (Justin Robinson, Rosey Effiong, Matthew Boling, Alexis Holmes), Finale
- Außerdem wurden in sieben Wettbewerben neun Kontinentalrekorde aufgestellt:
  - 400-Meter-Lauf, Männer: 44,26 s (Europarekord) – Matthew Hudson-Smith (Großbritannien), Halbfinale
  - 4-mal-400-Meter-Staffel, Männer: 2:59,05 min (Asienrekord) – Indien (Muhammed Anas, Amoj Jacob, Muhammed Ajmal Variyathodi, Rajesh Ramesh), Vorlauf
  - Stabhochsprung, Männer: 6,00 m (Asienrekord) – Ernest John Obiena (Philippinen), Finale
  - 400-Meter-Hürdenlauf, Frauen: 53,56 s (Asienrekord) – Kemi Adekoya (Bahrain), Vorlauf
  - 400-Meter-Hürdenlauf, Frauen: 53,39 s (Asienrekord) – Kemi Adekoya (Bahrain), Halbfinale
  - 400-Meter-Hürdenlauf, Frauen: 53,09 s (Asienrekord) – Kemi Adekoya (Bahrain), Finale
  - 4-mal-100-Meter-Staffel, Frauen: 41,90 min (Afrikarekord) – Elfenbeinküste (Murielle Ahouré-Demps, Marie-Josée Ta Lou, Jessika Gbai, Maboundou Koné), Vorlauf
  - 20-km-Gehen, Frauen: 1:27:16 h (Ozeanienrekord) – Jemima Montag (Australien)
  - Speerwurf, Frauen: 65,47 m (Südamerikarekord) – Flor Ruíz (Kolumbien), Finale
- Des Weiteren gab es in fünfzehn Disziplinen sechzehn Weltjahresbestleistungen.
- In elf Wettbewerben wurden dreizehn Weltmeisterschaftsrekorde aufgestellt.
- In 25 Disziplinen waren 56 neue oder egalisierte Landesrekorde zu verzeichnen.

Zwei Sportler und vier Sportlerinnen gewannen mehr als einen Weltmeistertitel:
- Noah Lyles (USA) – 100-Meter-Lauf, 200-Meter-Lauf und 4-mal-100-Meter-Staffel
- Álvaro Martín (Spanien) – 20-km-Gehen und 35-km-Gehen
- Sha'Carri Richardson (USA) – 100-Meter-Lauf und 4-mal-100-Meter-Staffel
- Faith Kipyegon (Kenia) – 1500-Meter-Lauf und 5000-Meter-Lauf
- Femke Bol (Niederlande) – 400-Meter-Hürdenlauf und 4-mal-400-Meter-Staffel der Frauen
- María Pérez García (Spanien) – 20-km-Gehen und 35-km-Gehen

Folgende Sportler hatten bereits früher Gold bei Weltmeisterschaften errungen:
- Noah Lyles (USA) – 200-Meter-Lauf, Wiederholung seiner Erfolge von 2019 und 2022/außerdem Weltmeister über 100 Meter 2023 sowie mit der 4-mal-100-Meter-Staffel 2019 und 2023 – damit jetzt sechsfacher Weltmeister
- Yulimar Rojas (Venezuela) – Dreisprung, Wiederholung ihrer Erfolge von 2017, 2019 und 2022 – damit jetzt vierfache Weltmeisterin
- Shericka Jackson (Jamaika) – 200-Meter-Lauf, Wiederholung ihres Erfolgs von 2019/außerdem Weltmeisterin mit der 4-mal-400-Meter-Staffel der Frauen 2015 sowie mit der 4-mal-100-Meter-Staffel 2019 – damit jetzt vierfache Weltmeisterin
- Faith Kipyegon (Kenia) – 1500-Meter-Lauf, Wiederholung ihrer Erfolge von 2017 und 2022/außerdem 2023 Weltmeisterin über 5000 Meter – damit jetzt vierfache Weltmeisterin
- Joshua Cheptegei (Uganda) – 10.000-Meter-Lauf, Wiederholung seiner Erfolge von 2019 und 2022 – damit jetzt dreifacher Weltmeister
- Grant Holloway (USA) – 110-Meter-Hürdenlauf, Wiederholung seiner Erfolge von 2019 und 2022 – damit jetzt dreifacher Weltmeister
- Karsten Warholm (Norwegen) – 400-Meter-Hürdenlauf, Wiederholung seiner Erfolge von 2017 und 2019 – damit jetzt dreifacher Weltmeister
- Jakob Ingebrigtsen (Norwegen) – 5000-Meter-Lauf, Wiederholung seines Erfolgs von 2022 – damit jetzt zweifacher Weltmeister
- Soufiane el-Bakkali (Marokko) – 3000-Meter-Hindernislauf, Wiederholung seines Erfolgs von 2022 – damit jetzt zweifacher Weltmeister
- Armand Duplantis (Schweden) – Stabhochsprung, Wiederholung seines Erfolgs von 2022 – damit jetzt zweifacher Weltmeister
- Ryan Crouser (USA) – Kugelstoßen, Wiederholung seines Erfolgs von 2022 – damit jetzt zweifacher Weltmeister
- Katie Moon (USA) – Stabhochsprung, Wiederholung ihres Erfolgs von 2022 – damit jetzt zweifache Weltmeisterin
- Chase Ealey (USA) – Kugelstoßen, Wiederholung ihres Erfolgs von 2022 – damit jetzt zweifache Weltmeisterin
- Daniel Ståhl (Schweden) – Diskuswurf, Wiederholung seines Erfolgs von 2019 – damit jetzt zweifacher Weltmeister
- Katarina Johnson-Thompson (Großbritannien) – Siebenkampf, Wiederholung ihres Erfolgs von 2019 – damit jetzt zweifache Weltmeisterin
- Danielle Williams (Jamaika) – 100-Meter-Hürdenlauf, Wiederholung ihres Erfolgs von 2015 – damit jetzt zweifache Weltmeisterin
- Gudaf Tsegay (Äthiopien) – 10.000-Meter-Lauf/außerdem 2022 Weltmeisterin über 5000 Meter – damit jetzt zweifache Weltmeisterin
- Marileidy Paulino (Dominikanische Republik) – 400-Meter-Lauf/2022 außerdem Siegerin mit der 4-mal-400-Meter-Mixed-Staffel – damit jetzt zweifache Weltmeisterin
- Vernon Norwood (USA) – 4-mal-400-Meter-Staffel der Männer, Wiederholung seines Erfolgs von 2022 – damit jetzt zweifacher Weltmeister
- Trevor Bassitt (USA) – 4-mal-400-Meter-Staffel der Männer, Wiederholung seines Erfolgs von 2022 – damit jetzt zweifacher Weltmeister
- Rai Benjamin (USA) – 4-mal-400-Meter-Staffel der Männer, Wiederholung seines Erfolgs von 2019 – damit jetzt zweifacher Weltmeister

## Vorbemerkung zu den Resultaten
Die Zeiten, Weiten und Punkte der jeweils acht Disziplinbesten sind in den folgenden Tabellen wie üblich aufgeführt.
Zusätzlich sind Besonderheiten mit verschiedenen Kürzeln benannt:
- WR: Weltrekord
- CR: Championshiprekord
- Kontinentalrekorde (AR: area records) – AS: Asienrekord/SR: Südamerikarekord/OZ: Ozeanienrekord
- NR: nationaler Rekord
- DR: deutscher Rekord
- WL: Weltjahresbestleistung
- e: egalisiert
- DSQ: disqualifiziert
- DNS: nicht am Start (did not start)
- DNF: Wettkampf nicht beendet (did not finish)
- NM: ohne gültigen Versuch nicht in der Wertung (no measure)
- w: Rückenwindunterstützung über dem erlaubten Limit von 2,0 m/s
- IWR: Internationale Wettkampfregeln
- TR: Technische Regeln

Mit übernommen aus den Quellenangaben wurden auch personenbezogene Bestleistungen:
- PB: persönliche Bestleistung
- SB: Saisonbestleistung

In Bezug auf die personenbezogenen Bestleistungen besteht Unsicherheit, ob diese auf dem aktuellen Stand sind und den Realitäten entsprechen. Bei den Veranstaltungen vergangener Jahre sind im Hinblick auf diese Angaben viele Fehler aufgetreten, sodass sie in zahlreichen Artikeln zu Leichtathletikveranstaltungen weggelassen wurden. Hier sind sie zumindest zunächst einmal mit aufgelistet.

## Resultate Männer

### 100 m
| Platz | Athlet                 | Land | Zeit (s)     |
| ----- | ---------------------- | ---- | ------------ |
| 1     | Noah Lyles             | USA  | 09,83 WL PB  |
| 2     | Letsile Tebogo         | BWA  | 09,88 NR0000 |
| 3     | Zharnel Hughes         | GBR  | 09,880000000 |
| 4     | Oblique Seville        | JAM  | 09,880000000 |
| 5     | Christian Coleman      | USA  | 09,920000000 |
| 6     | Abdul Hakim Sani Brown | JPN  | 10,040000000 |
| 7     | Ferdinand Omanyala     | KEN  | 10,070000000 |
| 8     | Ryiem Forde            | JAM  | 10,080000000 |

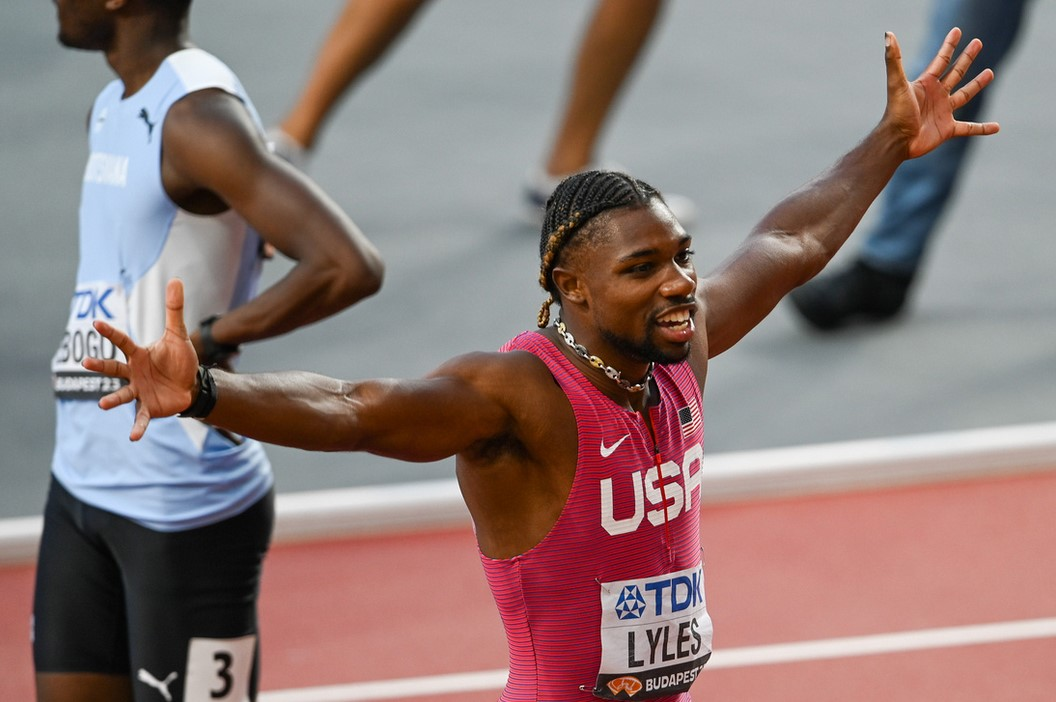
Noah Lyles – dreifacher Weltmeister von Budapest

Finale: 20. August, 19:10 Uhr
Wind: ±0,0 m/s
Teilnehmer aus deutschsprachigen Ländern:
- Julian Wagner – ausgeschieden im siebten Vorlauf (Rang 41 in 10,31 s/Wind: −0,1 m/s)
- Markus Fuchs – ausgeschieden im siebten Vorlauf (Rang 46 in 10,43 s/Wind: −0,1 m/s)

### 200 m
| Platz | Athlet            | Land | Zeit (s) |
| ----- | ----------------- | ---- | -------- |
| 1     | Noah Lyles        | USA  | 19,52    |
| 2     | Erriyon Knighton  | USA  | 19,75    |
| 3     | Letsile Tebogo    | BWA  | 19,81    |
| 4     | Zharnel Hughes    | GBR  | 20,02    |
| 5     | Kenneth Bednarek  | USA  | 20,07    |
| 6     | Andre De Grasse   | CAN  | 20,14    |
| 7     | Alexander Ogando  | DOM  | 20,23    |
| 8     | Andrew Hudson     | JAM  | 20,40    |
| 9     | Joseph Fahnbulleh | LBR  | 20,57    |

Finale: 25. August, 21:54 Uhr
Wind: Wind: −0,1 m/s
Teilnehmer aus deutschsprachigen Ländern:
- William Reais – ausgeschieden im ersten Halbfinale (Rang 21 in 20,67 s/Wind: −0,1 m/s)
- Joshua Hartmann – ausgeschieden im dritten Vorlauf (Rang 25 in 20,51 s/Wind: −1,4 m/s)

### 400 m
| Platz | Athlet                    | Land | Zeit (s) |
| ----- | ------------------------- | ---- | -------- |
| 1     | Antonio Watson            | JAM  | 44,22    |
| 2     | Matthew Hudson-Smith      | GBR  | 44,31    |
| 3     | Quincy Hall               | USA  | 44,37    |
| 4     | Vernon Norwood            | USA  | 44,39    |
| 5     | Sean Bailey               | JAM  | 44,96    |
| 6     | Håvard Bentdal Ingvaldsen | NOR  | 45,08    |
| 7     | Wayde van Niekerk         | ZAF  | 45,11    |
| DSQ   | Kirani James              | GRD  |          |

Finale: 24. August, 21:34 Uhr

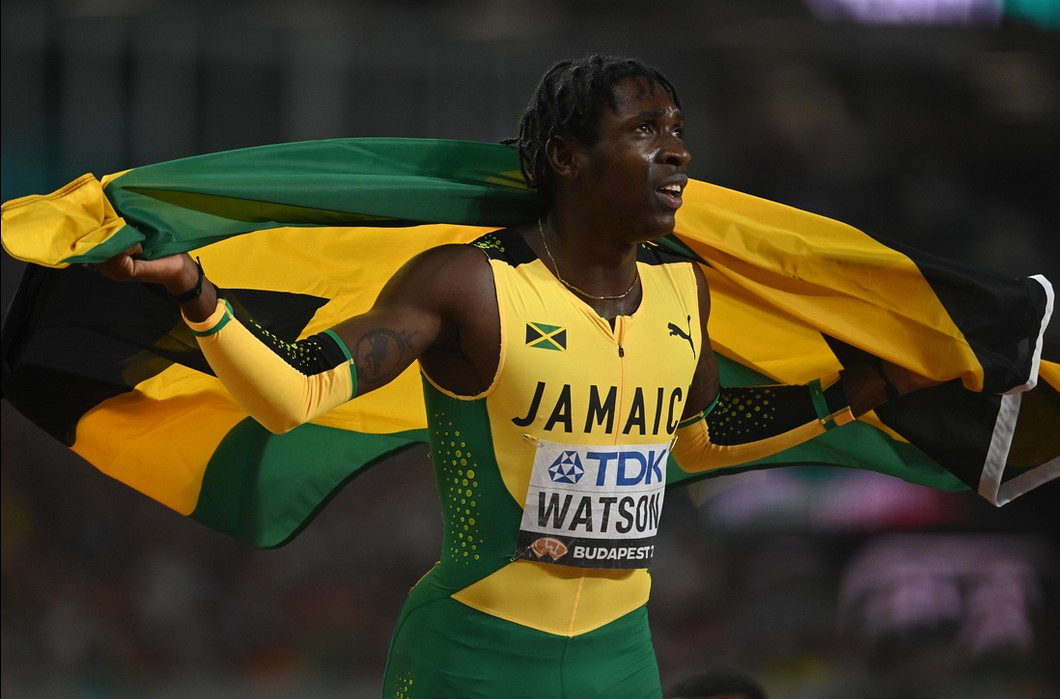
In einem engen Rennen setzte sich Antonio Watson als Sieger durch

Teilnehmer aus deutschsprachigen Ländern:
- Manuel Sanders – ausgeschieden im sechsten Vorlauf (Rang 4 in 45,34 s)
- Lionel Spitz – ausgeschieden im fünften Vorlauf (Rang 5 in 45,69 s)
- Ricky Petrucciani – DNS

### 800 m
| Platz | Athlet            | Land | Zeit (min) |
| ----- | ----------------- | ---- | ---------- |
| 1     | Marco Arop        | CAN  | 1:44,24    |
| 2     | Emmanuel Wanyonyi | KEN  | 1:44,53    |
| 3     | Ben Pattison      | GBR  | 1:44,83    |
| 4     | Adrián Ben        | ESP  | 1:44,91    |
| 5     | Slimane Moula     | ALG  | 1:44,95    |
| 6     | Tshepiso Masalela | BWA  | 1:45,57    |
| 7     | Bryce Hoppel      | USA  | 1:46,02    |
| DSQ   | Djamel Sedjati    | ALG  |            |

Finale: 26. August, 20:32 Uhr

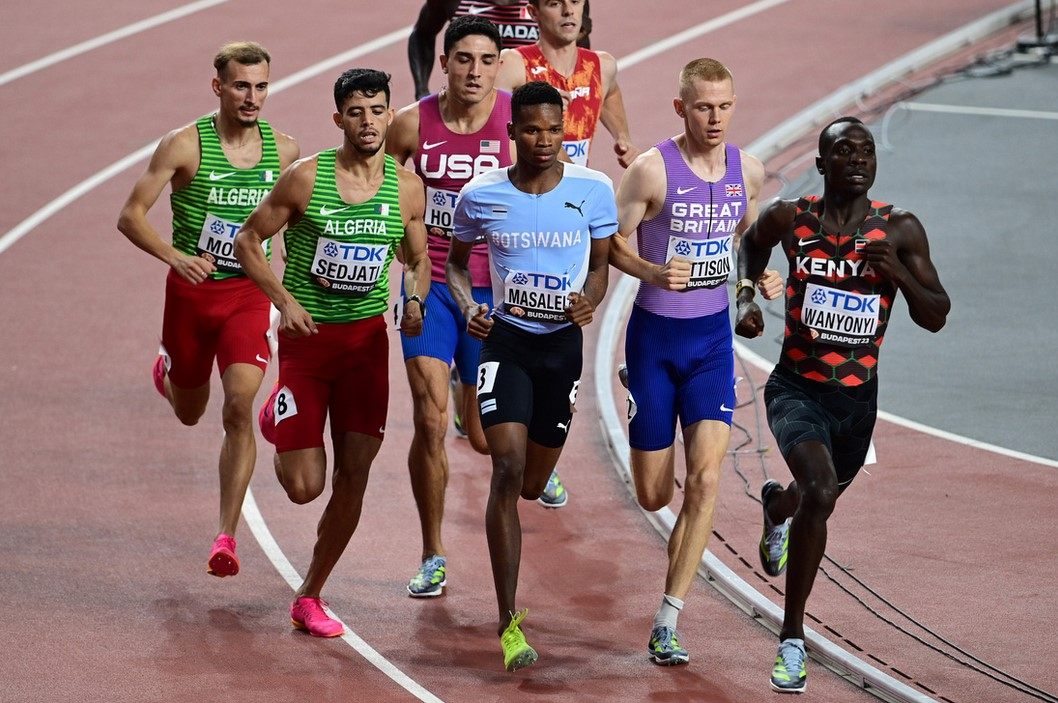
Finale über 800 Meter

Keine Teilnehmer aus deutschsprachigen Ländern

### 1500 m
| Platz | Athlet                     | Land | Zeit (min) |
| ----- | -------------------------- | ---- | ---------- |
| 1     | Josh Kerr                  | GBR  | 3:29,38 SB |
| 2     | Jakob Ingebrigtsen         | NOR  | 3:29,56000 |
| 3     | Narve Gilje Nordås         | NOR  | 3:29,68000 |
| 4     | Abel Kipsang               | KEN  | 3:29,89000 |
| 5     | Yared Nuguse               | USA  | 3:30,25000 |
| 6     | Mario García               | ESP  | 3:30,26000 |
| 7     | Cole Hocker                | USA  | 3:30,70 PB |
| 8     | Reynold Kipkorir Cheruiyot | KEN  | 3:30,78000 |

Finale: 23. August, 21:15 Uhr

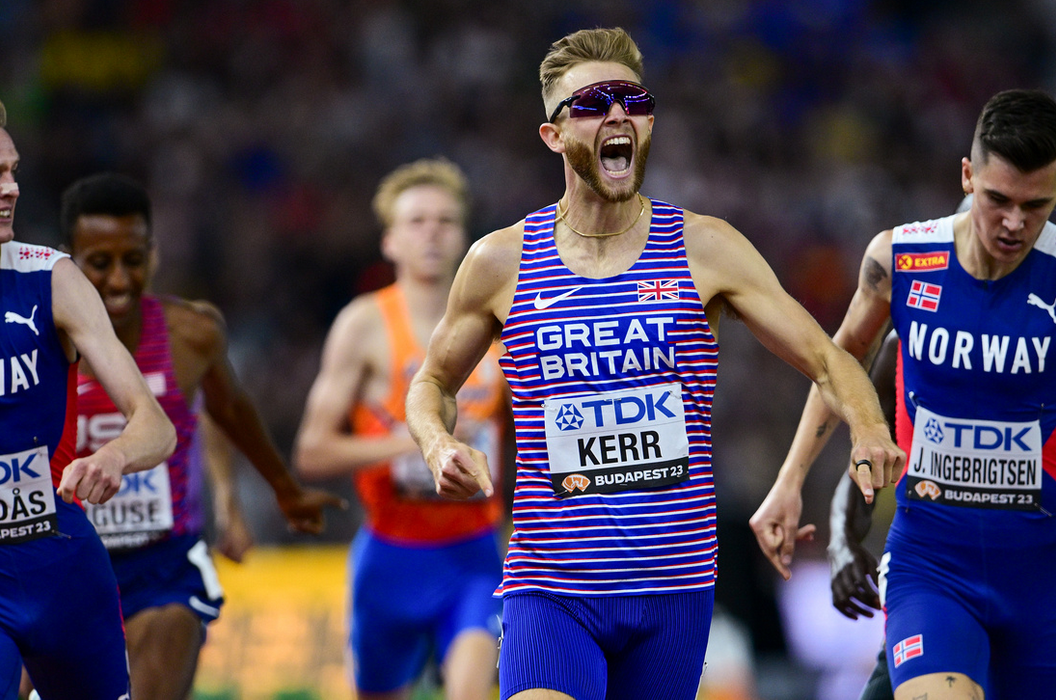
Ein dicht gedrängter Zieleinlauf

Teilnehmer aus deutschsprachigen Ländern:
- Charles Grethen – ausgeschieden im zweiten Halbfinale (Rang 7 in 3:36,18 min)
- Tom Elmer – ausgeschieden im zweiten Halbfinale (Rang 11 in 3:38,33 min)
- Amos Bartelsmeyer – ausgeschieden im ersten Vorlauf (Rang 7 in 3:35,44 min)
- Raphael Pallitsch – ausgeschieden im vierten Vorlauf (Rang 12 in 3:36,47 min PB)

### 5000 m
| Platz | Athlet             | Land | Zeit (min)  |
| ----- | ------------------ | ---- | ----------- |
| 1     | Jakob Ingebrigtsen | NOR  | 13:11,30 SB |
| 2     | Mohamed Katir      | ESP  | 13:11,44000 |
| 3     | Jacob Krop         | KEN  | 13:12,28000 |
| 4     | Luis Grijalva      | GTM  | 13:12,50000 |
| 5     | Yomif Kejelcha     | ETH  | 13:12,51000 |
| 6     | Hagos Gebrhiwet    | ETH  | 13:12,65000 |
| 7     | Mohammed Ahmed     | CAN  | 13:12,92000 |
| 8     | Berihu Aregawi     | ETH  | 13:12,99000 |

Finale: 27. August, 20:20 Uhr

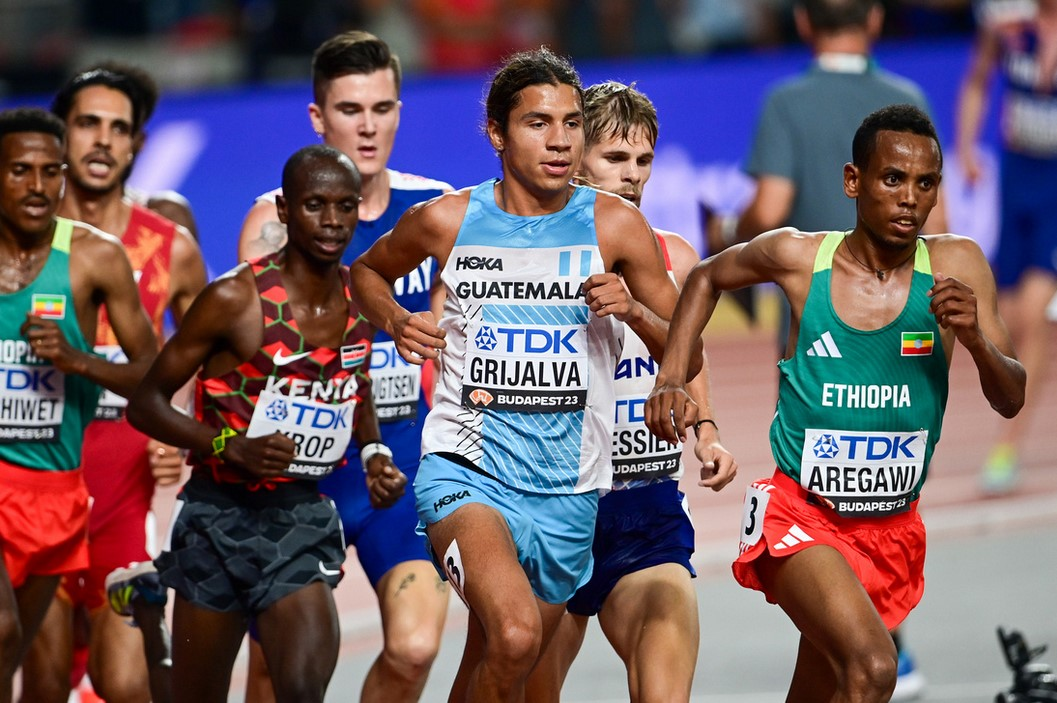
Im Rennen über 5000 Meter

Teilnehmer aus deutschsprachigen Ländern:
- Jonas Raess – ausgeschieden im zweiten Vorlauf (Rang 22 in 13:37,84 min)
- Sam Parsons – ausgeschieden im ersten Vorlauf (Rang 39 in 14:03,14 min)

### 10.000 m
| Platz | Athlet                   | Land | Zeit (min)  |
| ----- | ------------------------ | ---- | ----------- |
| 1     | Joshua Cheptegei         | UGA  | 27:51,42 SB |
| 2     | Daniel Simiu Ebenyo      | KEN  | 27:52,60000 |
| 3     | Selemon Barega           | ETH  | 27:52,72000 |
| 4     | Berihu Aregawi           | ETH  | 27:55,71000 |
| 5     | Benard Kibet             | KEN  | 27:56,27000 |
| 6     | Mohammed Ahmed           | CAN  | 27:56,43 SB |
| 7     | Rodrigue Kwizera         | BDI  | 28:00,29 SB |
| 8     | Nicholas Kipkorir Kimeli | KEN  | 28:03,38000 |

Datum: 20. August, 18:25 Uhr

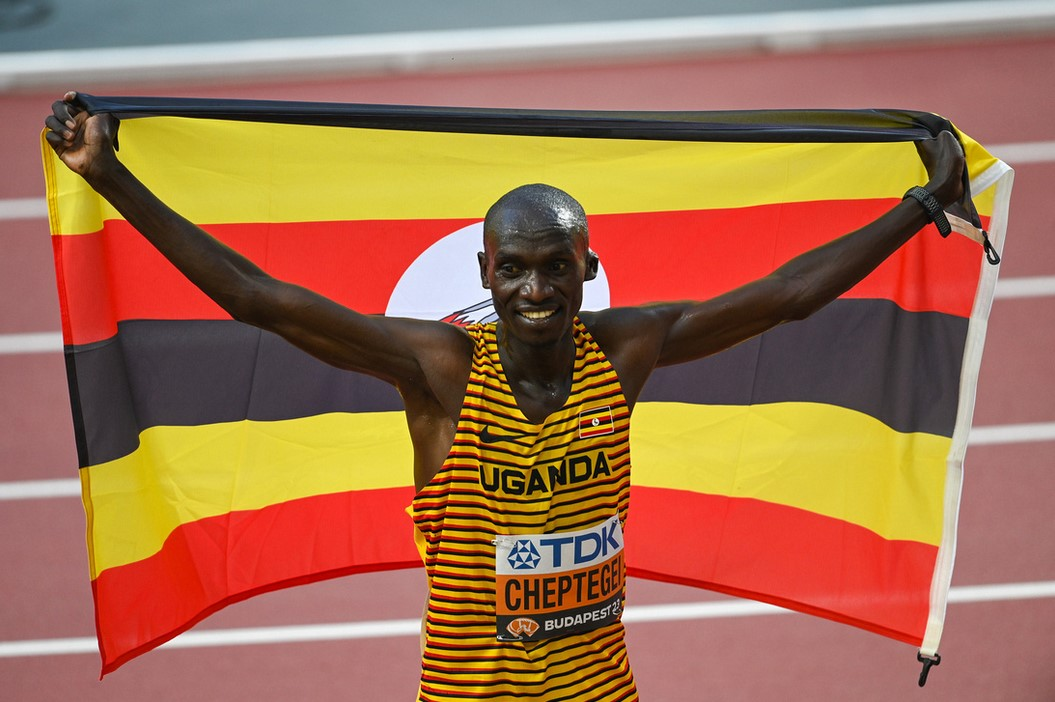
Joshua Cheptegei bereits mit seinem dritten WM-Titel in Folge

Teilnehmer aus einem deutschsprachigen Land:

 Nils Voigt – Rang 21 in 29:06,79 min

### Marathon
| Platz | Athlet               | Land | Zeit (h)   |
| ----- | -------------------- | ---- | ---------- |
| 1     | Victor Kiplangat     | UGA  | 2:08:53000 |
| 2     | Maru Teferi          | ISR  | 2:09:12 SB |
| 3     | Leul Gebresilase     | ETH  | 2:09:19000 |
| 4     | Tebello Ramakongoana | LSO  | 2:09:57 PB |
| 5     | Stephen Kissa        | UGA  | 2:10:22000 |
| 6     | Milkesa Mengesha     | ETH  | 2:10:43000 |
| 7     | Hassan Chahdi        | FRA  | 2:10:45 SB |
| 8     | Titus Kipruto        | KEN  | 2:10:47000 |

Datum: 27. August, 6:59 Uhr

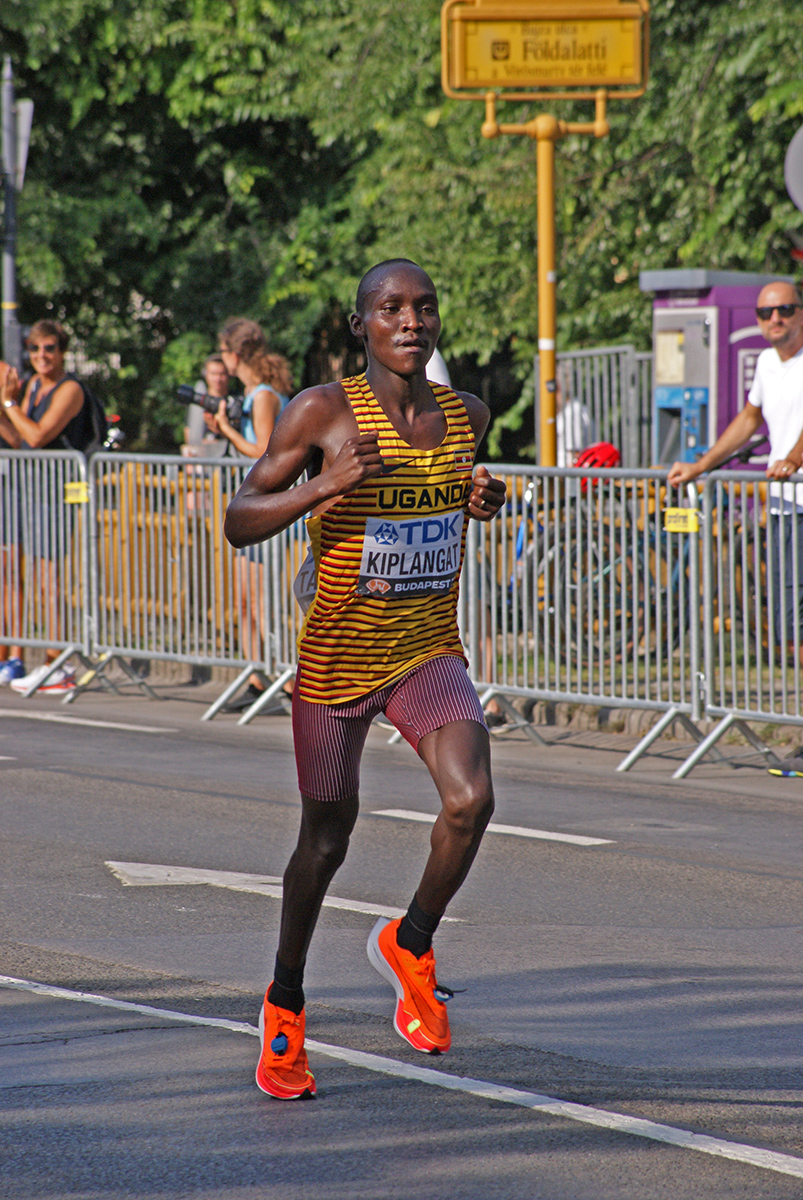
Victor Kiplangat

Teilnehmer aus deutschsprachigen Ländern:
- Haftom Welday – Rang 15 in 2:11:25 h
- Johannes Motschmann – Rang 26 in 2:14:19 h
- Simon Tesfay – DNF

### 110 m Hürden
| Platz | Athlet             | Land | Zeit (s) |
| ----- | ------------------ | ---- | -------- |
| 1     | Grant Holloway     | USA  | 12,96 SB |
| 2     | Hansle Parchment   | JAM  | 13,07 SB |
| 3     | Daniel Roberts     | USA  | 13,09000 |
| 4     | Freddie Crittenden | USA  | 13,16 SB |
| 5     | Shunsuke Izumiya   | JPN  | 13,19000 |
| 6     | Sasha Zhoya        | FRA  | 13,26000 |
| 7     | Jason Joseph       | CHE  | 13,28000 |
| 8     | Wilhem Belocian    | FRA  | 13,32000 |

Finale: 21. August, 21:40 Uhr

Wind: ±0,0 m/s

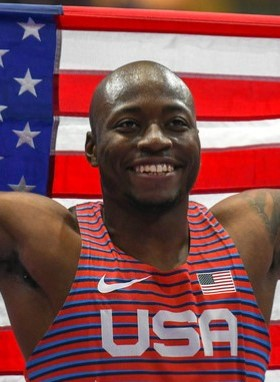
Zum dritten Mal in Folge der WM-Titel für Grant Holloway

Weiterer Teilnehmer aus einem deutschsprachigen Land:

 Finley Gaio – ausgeschieden im vierten Vorlauf (Rang 26 in 13,61 s/Wind: −0,3 m/s)

### 400 m Hürden
| Platz | Athlet            | Land | Zeit (s) |
| ----- | ----------------- | ---- | -------- |
| 1     | Karsten Warholm   | NOR  | 46,89    |
| 2     | Kyron McMaster    | VGB  | 47,34    |
| 3     | Rai Benjamin      | USA  | 47,56    |
| 4     | Roshawn Clarke    | JAM  | 48,07    |
| 5     | Alison dos Santos | BRA  | 48,10    |
| 6     | Trevor Bassitt    | USA  | 48,22    |
| 7     | Rasmus Mägi       | EST  | 48,33    |
| 8     | Joshua Abuaku     | GER  | 48,53    |

Finale: 23. August, 21:50 Uhr

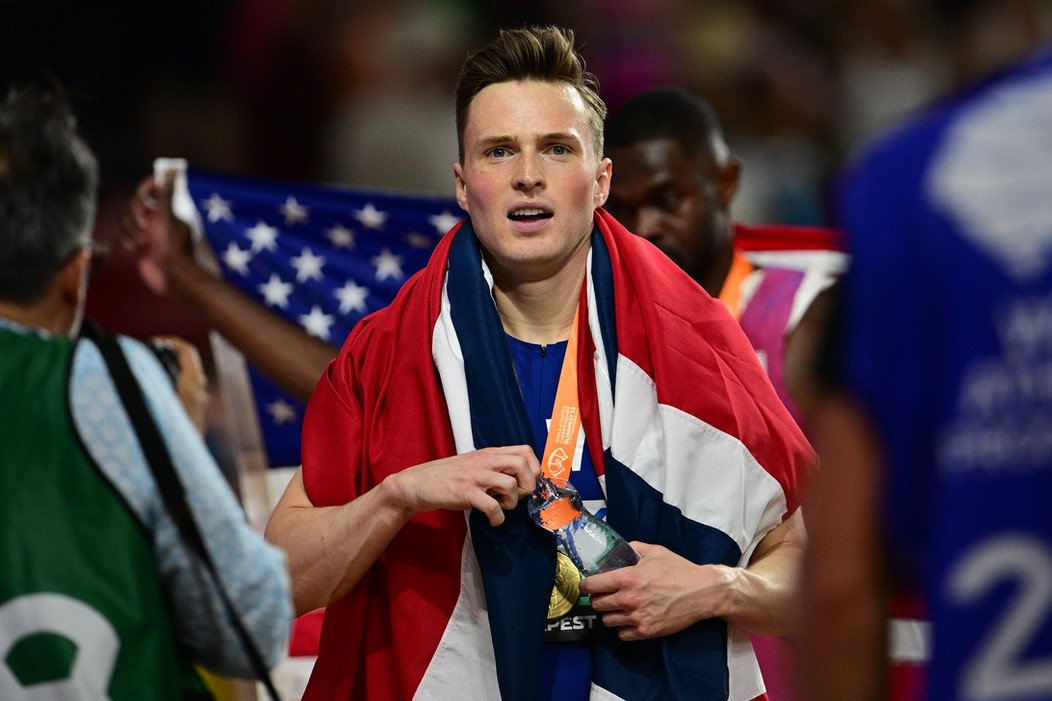
Karsten Warholm – nach seiner Verletzung im Vorjahr wieder ganz vorn

Teilnehmer aus deutschsprachigen Ländern:
- Emil Agyekum – ausgeschieden im zweiten Halbfinale (Rang 5 in 48,71 s)
- Constantin Preis – ausgeschieden im ersten Vorlauf (Rang 6 in 49,45 s)
- Dany Brand – ausgeschieden im dritten Vorlauf (Rang 5 in 49,65 s)

### 3000 m Hindernis
| Platz | Athlet                | Land | Zeit (min) |
| ----- | --------------------- | ---- | ---------- |
| 1     | Soufiane el-Bakkali   | MAR  | 8:03,53000 |
| 2     | Lamecha Girma         | ETH  | 8:05,44000 |
| 3     | Abraham Kibiwot       | KEN  | 8:11,98000 |
| 4     | Leonard Kipkemoi Bett | KEN  | 8:12,26000 |
| 5     | George Beamish        | NZL  | 8:13,46000 |
| 6     | Ryūji Miura           | JPN  | 8:13,70000 |
| 7     | Simon Kiprop Koech    | KEN  | 8:14,37000 |
| 8     | Jean-Simon Desgagnés  | CAN  | 8:15,58 PB |

Finale: 22. August, 21:42 Uhr

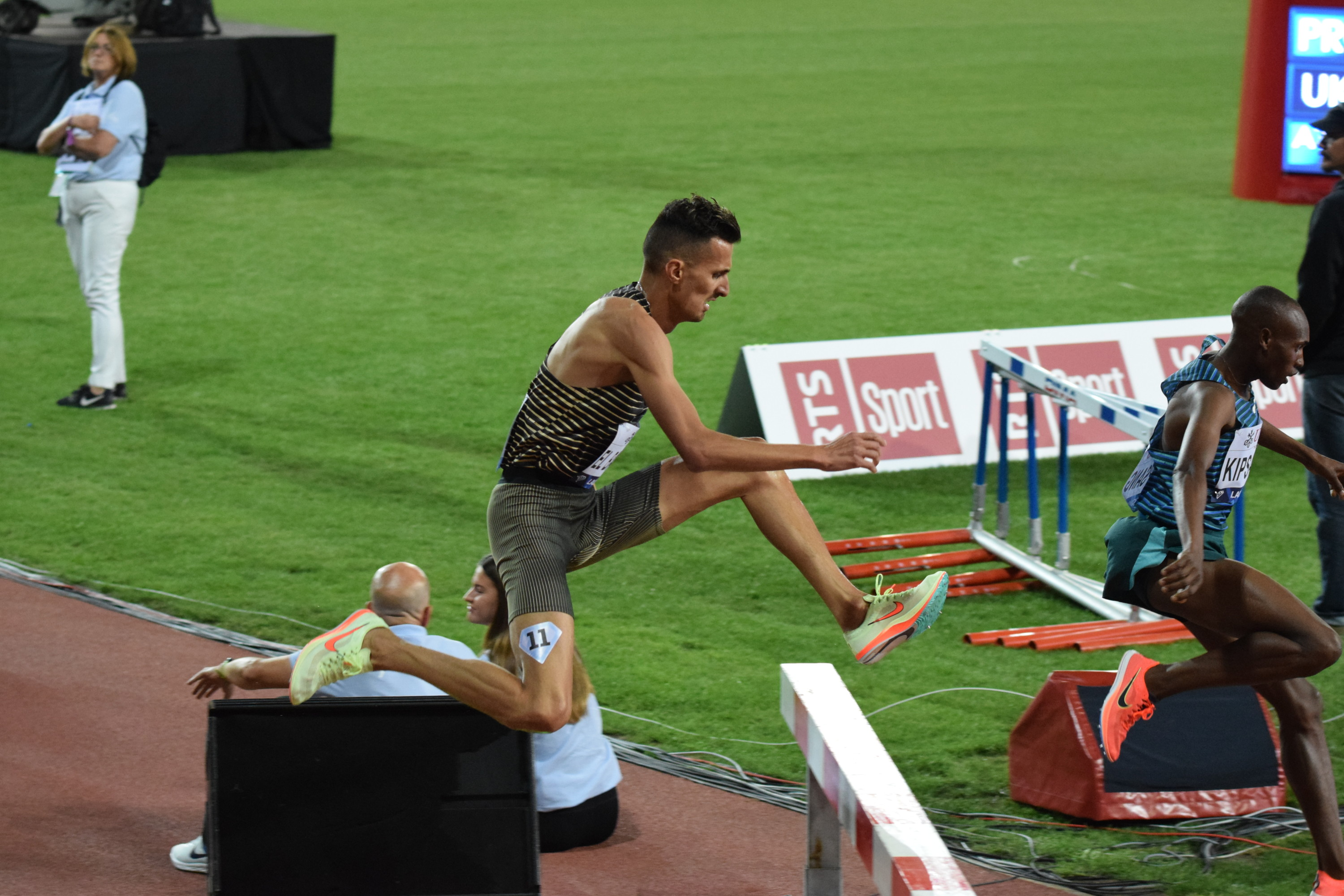
Soufiane el-Bakkali – ein souveräner Titelverteidiger

Teilnehmer aus einem deutschsprachigen Land:

 Karl Bebendorf – ausgeschieden im dritten Vorlauf (Rang 8 in 8:22,33 min)

### 4 × 100 m Staffel
| Platz | Land           | Athleten | Zeit (min) |
| ----- | -------------- | --- | ---------- |
| 1     | USA            | Christian Coleman Fred Kerley Brandon Carnes Noah Lyles (Finale) im Vorlauf außerdem: J. T. Smith            | 37,38 WL   |
| 2     | Italien        | Roberto Rigali Marcell Jacobs Lorenzo Patta Filippo Tortu                                                    | 37,62 SB   |
| 3     | Jamaika        | Ackeem Blake Oblique Seville Ryiem Forde Rohan Watson                                                        | 37,76000   |
| 4     | Großbritannien | Jeremiah Azu Zharnel Hughes (Finale) Adam Gemili Eugene Amo-Dadzie im Vorlauf außerdem: Jona Efoloko         | 37,80 SB   |
| 5     | Japan          | Ryūichirō Sakai Hiroki Yanagita Yūki Koike Abdul Hakim Sani Brown                                            | 37,83000   |
| 6     | Frankreich     | Méba-Mickaël Zézé Pablo Matéo Ryan Zézé Mouhamadou Fall                                                      | 38,06000   |
| DNF   | Südafrika      | Shaun Maswanganyi Benjamin Richardson Clarence Munyai Akani Simbine                                          |            |
| DSQ   | Brasilien      | Rodrigo do Nascimento Jorge Vides (Finale) Erik Cardoso Felipe Bardi im Vorlauf außerdem: Paulo André Camilo |            |

Finale: 26. August, 21:42 Uhr

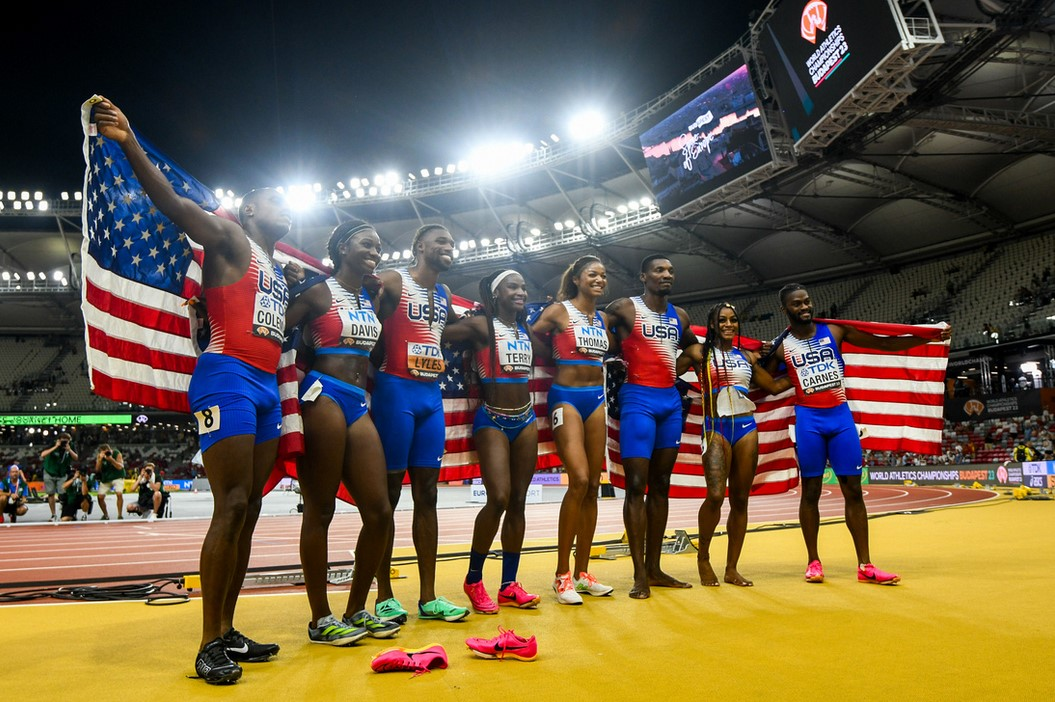
Hier in Budapest liefen Frauen und Männer der USA zum Titelgewinn in der Sprintstaffel

Teilnehmer aus deutschsprachigen Ländern:
- Schweiz (Pascal Mancini, Bradley Lestrade, Felix Svensson, Enrico Güntert)
00000000000ausgeschieden im zweiten Vorlauf (Rang 11 in 38,65 s)
- Deutschland (Kevin Kranz, Lucas Ansah-Peprah, Joshua Hartmann, Yannick Wolf)
00000000000000ausgeschieden im ersten Vorlauf (DNF)

### 4 × 400 m Staffel
| Platz | Land           | Athleten | Zeit (s)   |
| ----- | -------------- | --- | ---------- |
| 1     | USA            | Quincy Hall (Finale) Vernon Norwood (Finale) Justin Robinson Rai Benjamin (Finale) im Vorlauf außerdem: Trevor Bassitt Matthew Boling Christopher Bailey | 2:57,31 WL |
| 2     | Frankreich     | Ludvy Vaillant Gilles Biron (Finale) David Sombé Téo Andant im Vorlauf außerdem: Loïc Prévot                                                             | 2:58,45 NR |
| 3     | Großbritannien | Alex Haydock-Wilson Charlie Dobson Lewis Davey Rio Mitcham                                                                                               | 2:58,71 SB |
| 4     | Jamaika        | Rusheen McDonald Roshawn Clarke (Finale) Zandrion Barnes Antonio Watson (Finale) im Vorlauf außerdem: Jevaughn Powell D’Andre Anderson                   | 2:59,34 SB |
| 5     | Indien         | Muhammed Anas Amoj Jacob Muhammed Ajmal Variyathodi Rajesh Ramesh                                                                                        | 2:59,92000 |
| 6     | Niederlande    | Isayah Boers (Finale) Terrence Agard Ramsey Angela Isaya Klein Ikkink im Vorlauf außerdem: Liemarvin Bonevacia                                           | 3:00,40000 |
| 7     | Italien        | Edoardo Scotti Riccardo Meli (Finale) Lorenzo Benati Davide Re im Vorlauf außerdem: Alessandro Sibilio                                                   | 3:01,23000 |
| DSQ   | Botswana       | Zibane Ngozi Baboloki Thebe Laone Ditshetelo Leungo Scotch                                                                                               |            |

Finale: 27. August, 21:36 Uhr
Teilnehmer aus einem deutschsprachigen Land:

 Deutschland (Jean Paul Bredau, Marvin Schlegel, Marc Koch, Manuel Sanders) – ausgeschieden im zweiten Vorlauf (Rang 11 in 3:00,67 min, SB)

### 20 km Gehen
| Platz | Athlet              | Land | Zeit (h)   |
| ----- | ------------------- | ---- | ---------- |
| 1     | Álvaro Martín       | ESP  | 1:17:32 WL |
| 2     | Perseus Karlström   | SWE  | 1:17:39 NR |
| 3     | Caio Bonfim         | BRA  | 1:17:47 NR |
| 4     | Evan Dunfee         | CAN  | 1:18:03 NR |
| 5     | Christopher Linke   | GER  | 1:18:12 NR |
| 6     | Veli-Matti Partanen | FIN  | 1:18:22 NR |
| 7     | Brian Pintado       | ECU  | 1:18:26 PB |
| 8     | Declan Tingay       | AUS  | 1:18:30 PB |

Datum: 19. August, 10:49 Uhr

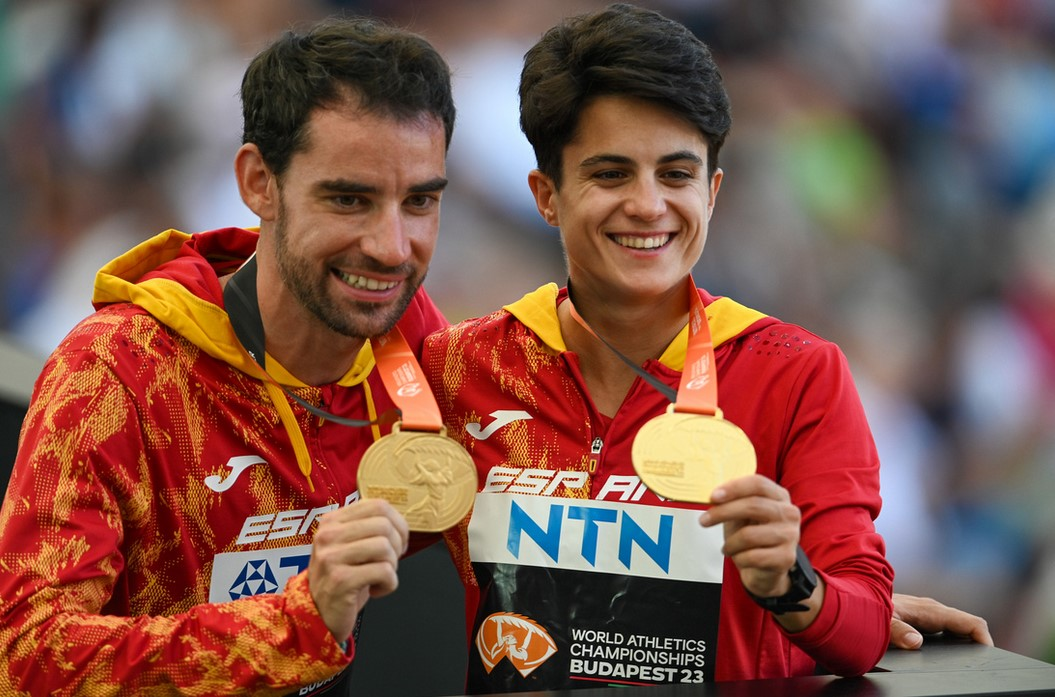
Álvaro Martín und María Pérez García – die spanischen Titelträger auf beiden Gehstrecken

Keine weiteren Teilnehmer aus deutschsprachigen Ländern

### 35 km Gehen
| Platz | Athlet            | Land | Zeit (h)   |
| ----- | ----------------- | ---- | ---------- |
| 1     | Álvaro Martín     | ESP  | 2:24:30 NR |
| 2     | Brian Pintado     | ECU  | 2:24:34 SR |
| 3     | Masatora Kawano   | JPN  | 2:25:12 SB |
| 4     | Evan Dunfee       | CAN  | 2:25:28 SB |
| 5     | Christopher Linke | GER  | 2:25:35 NR |
| 6     | Tomohiro Noda     | JPN  | 2:25:50000 |
| 7     | Massimo Stano     | ITA  | 2:25:59 SB |
| 8     | Perseus Karlström | SWE  | 2:27:03 SB |

Datum: 24. August, 7:00 Uhr
Weitere Teilnehmer aus deutschsprachigen Ländern:
- Karl Junghannß – Rang 9 in 2:27:08 h (PB)
- Carl Dohmann – DNF

### Hochsprung
| Platz | Athlet             | Land | Höhe (m) |
| ----- | ------------------ | ---- | -------- |
| 1     | Gianmarco Tamberi  | ITA  | 2,36 WLe |
| 2     | JuVaughn Harrison  | USA  | 2,36 WLe |
| 3     | Mutaz Essa Barshim | QAT  | 2,330000 |
| 4     | Luis Zayas         | CUB  | 2,33 PB0 |
| 5     | Tobias Potye       | GER  | 2,330000 |
| 6     | Woo Sang-hyeok     | KOR  | 2,290000 |
| 7     | Shelby McEwen      | USA  | 2,29 SB0 |
| 8     | Ryōichi Akamatsu   | JPN  | 2,250000 |
| 8     | Brandon Starc      | AUS  | 2,250000 |

Finale: 22. August, 19:58 Uhr

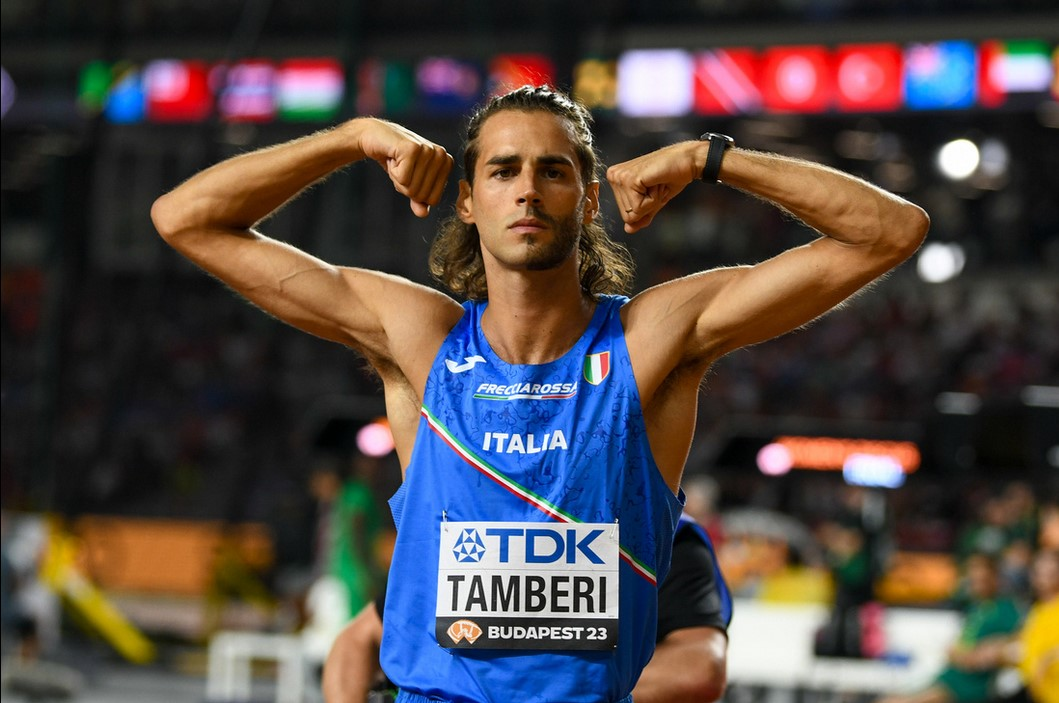
Gianmarco Tamberi nach seinem Sieg

Keine weiteren Teilnehmer aus deutschsprachigen Ländern

### Stabhochsprung
| Platz | Athlet             | Land | Höhe (m) |
| ----- | ------------------ | ---- | -------- |
| 1     | Armand Duplantis   | SWE  | 6,100000 |
| 2     | Ernest John Obiena | PHL  | 6,00 ASe |
| 3     | Kurtis Marschall   | AUS  | 5,95 PB0 |
| 3     | Christopher Nilsen | USA  | 5,95 SB0 |
| 5     | Thibaut Collet     | FRA  | 5,90 PB0 |
| 6     | Huang Bokai        | CHN  | 5,75 PB0 |
| 7     | Ben Broeders       | BEL  | 5,750000 |
| 8     | Zach McWorther     | USA  | 5,750000 |

Finale: 26. August, 19:08 Uhr

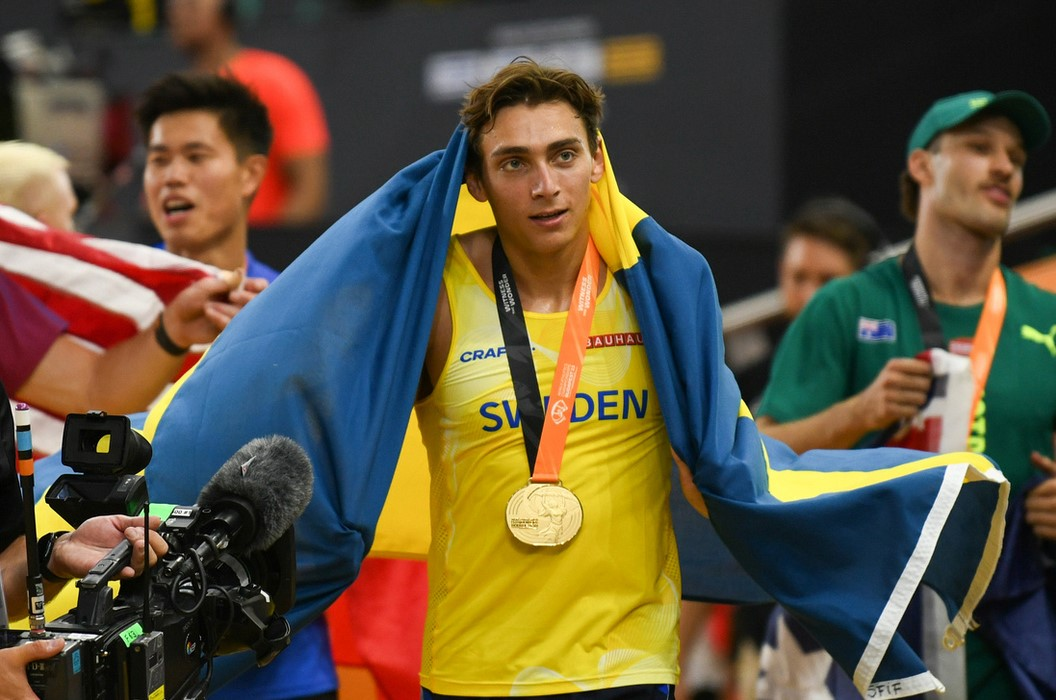
Auch hier in Budapest beherrschte Armand Duplantis den Stabhochsprung nach Belieben

Teilnehmer aus deutschsprachigen Ländern:
- Oleg Zernikel – ausgeschieden in der Qualifikation, Gruppe B (Rang 14 mit 5,70 m, SB)
- Gillian Ladwig – ausgeschieden in der Qualifikation, Gruppe A (Rang 22 mit 5,35 m)
- Dominik Alberto – ausgeschieden in der Qualifikation, Gruppe B (Rang 29 NM)

### Weitsprung
| Platz | Athlet              | Land | Weite (m) |
| ----- | ------------------- | ---- | --------- |
| 1     | Miltiadis Tendoglou | GRC  | 8,52000   |
| 2     | Wayne Pinnock       | JAM  | 8,50000   |
| 3     | Tajay Gayle         | JAM  | 8,27000   |
| 4     | Carey McLeod        | JAM  | 8,27000   |
| 5     | Wang Jianan         | CHN  | 8,05000   |
| 6     | Thobias Montler     | SWE  | 8,00000   |
| 7     | Radek Juška         | CZE  | 7,98000   |
| 8     | William Williams    | USA  | 7,94000   |

Finale: 24. August, 19:30 Uhr

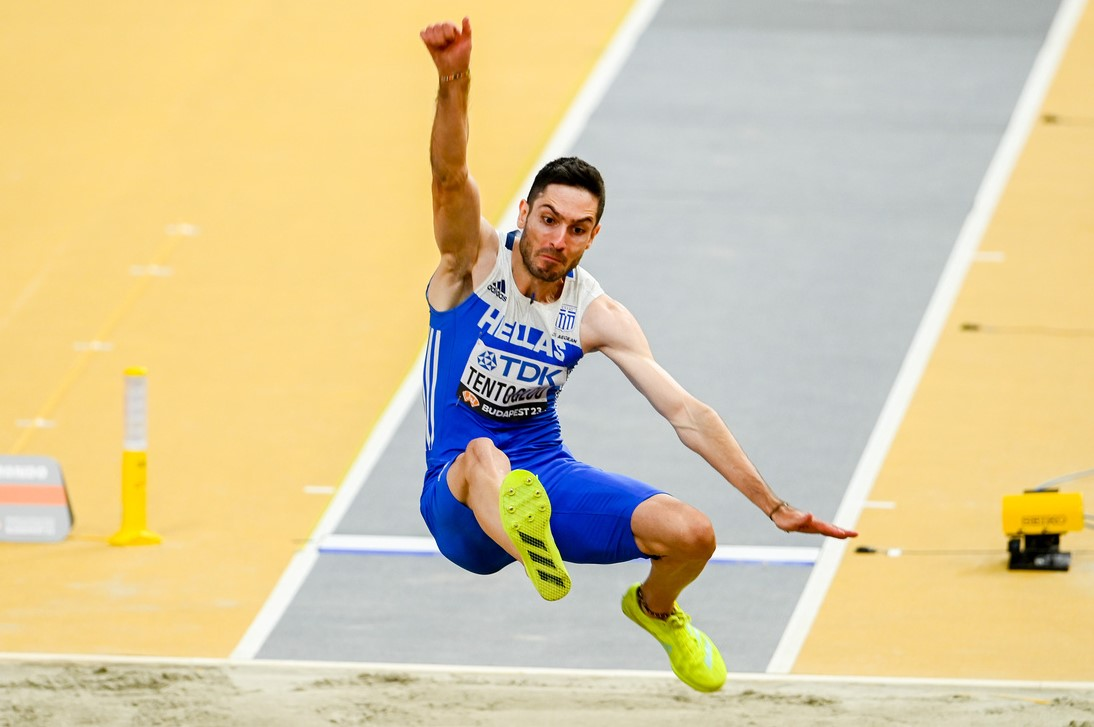
In einem spannenden Wettbewerb sprang der aktuelle Olympiasieger Miltiadis Tendoglou zu seinem ersten WM-Titel

Teilnehmer aus einem deutschsprachigen Land:

 Simon Ehammer – Rang 9 mit 7,87 m

### Dreisprung
| Platz | Athlet               | Land | Weite (m) |
| ----- | -------------------- | ---- | --------- |
| 1     | Hugues Fabrice Zango | BFA  | 17,64000  |
| 2     | Lázaro Martínez      | CUB  | 17,41000  |
| 3     | Cristian Nápoles     | CUB  | 17,40 PB  |
| 4     | Zhu Yaming           | CHN  | 17,15000  |
| 5     | Yasser Triki         | ALG  | 17,01000  |
| 6     | Fang Yaoqing         | CHN  | 17,01000  |
| 7     | Will Claye           | USA  | 16,99 SB  |
| 8     | Emmanuel Ihemeje     | ITA  | 16,91000  |

Finale: 21. August, 19:40 Uhr

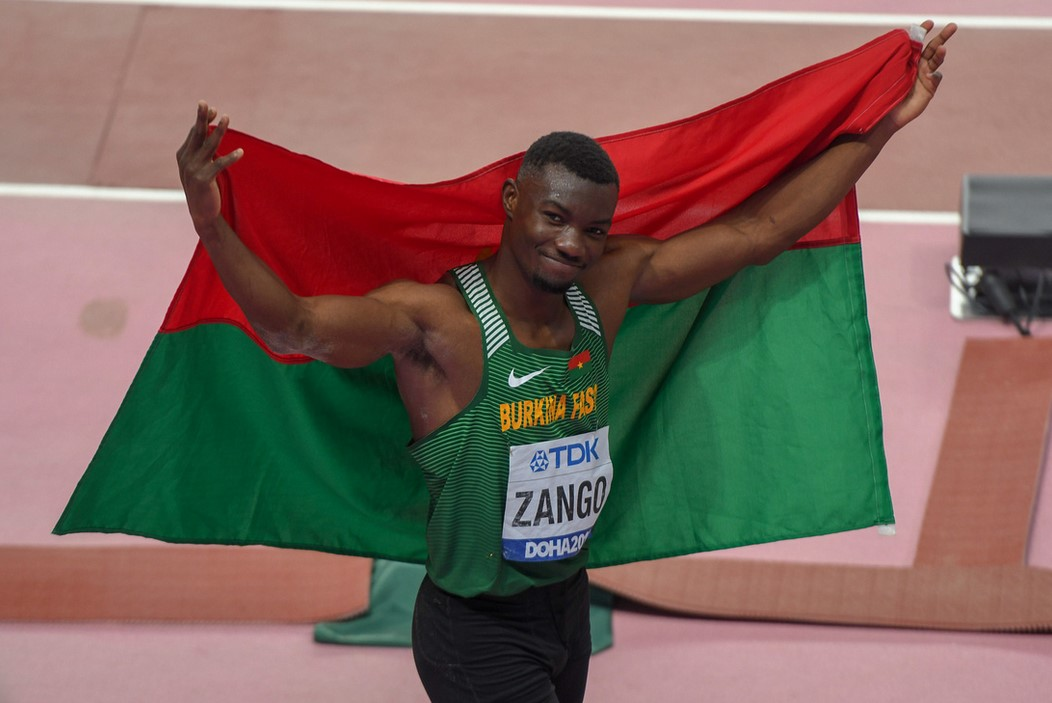
Nach Bronze 2019 und Silber 2022 gab es nun Gold für Hugues Fabrice Zango

Teilnehmer aus einem deutschsprachigen Land:

 Max Heß – ausgeschieden in der Qualifikation, Gruppe B (Rang 10 mit 16,48 m)

### Kugelstoßen
| Platz | Athlet           | Land | Weite (m) |
| ----- | ---------------- | ---- | --------- |
| 1     | Ryan Crouser     | USA  | 23,51 CR  |
| 2     | Leonardo Fabbri  | ITA  | 22,34000  |
| 3     | Joe Kovacs       | USA  | 22,12000  |
| 4     | Tomas Walsh      | NZL  | 22,05000  |
| 5     | Payton Otterdahl | USA  | 21,86000  |
| 6     | Jacko Gill       | NZL  | 21,76000  |
| 7     | Filip Mihaljević | CRO  | 21,57000  |
| 8     | Darlan Romani    | BRA  | 21,41000  |

Finale: 19. August, 20:37 Uhr

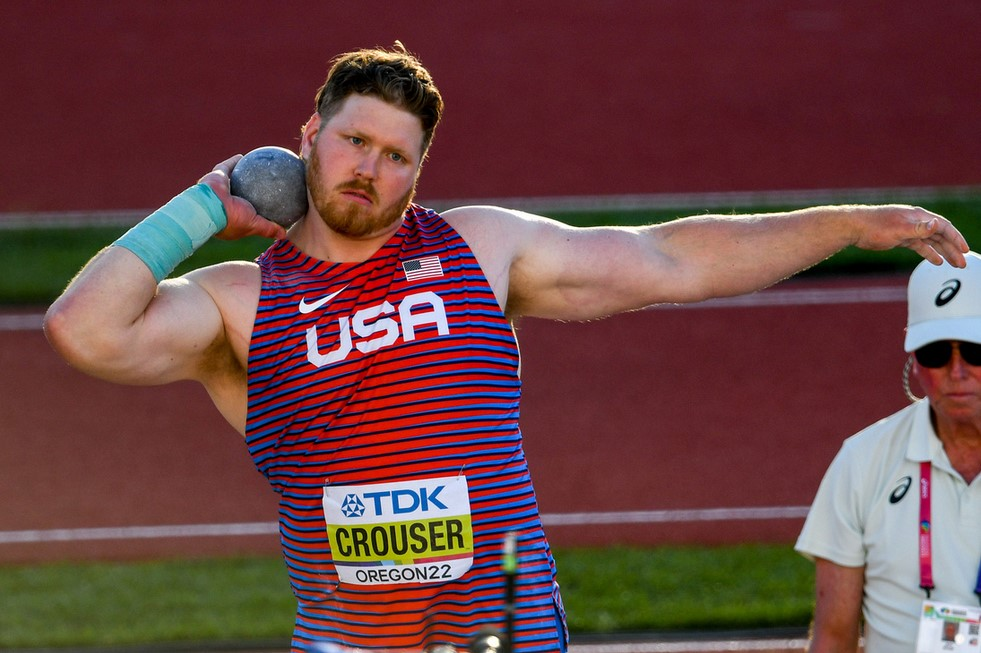
Gold für den zweifachen Olympiasieger, Weltrekordinhaber und Titelverteidiger Ryan Crouser

Keine Teilnehmer aus deutschsprachigen Ländern

### Diskuswurf
| Platz | Athlet              | Land | Weite (m) |
| ----- | ------------------- | ---- | --------- |
| 1     | Daniel Ståhl        | SWE  | 71,46 CR  |
| 2     | Kristjan Čeh        | SVN  | 70,02000  |
| 3     | Mykolas Alekna      | LTU  | 68,85000  |
| 4     | Matthew Denny       | AUS  | 68,24 NR  |
| 5     | Fedrick Dacres      | JAM  | 66,72000  |
| 6     | Andrius Gudžius     | LTU  | 66,16000  |
| 7     | Lukas Weißhaidinger | AUT  | 65,54000  |
| 8     | Henrik Janssen      | GER  | 63,80000  |

Finale: 21. August, 20:30 Uhr

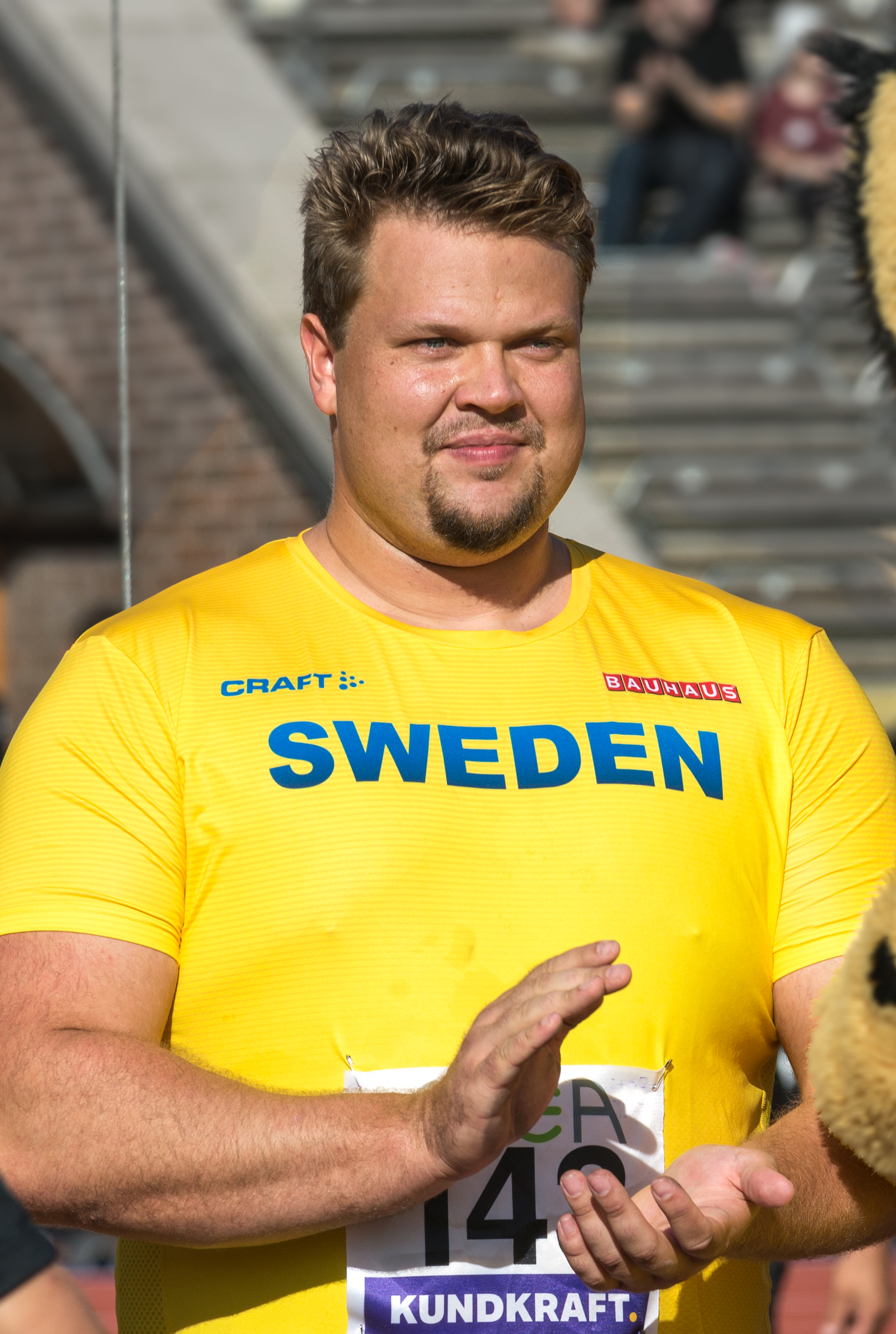
Nach 2019 wurde Daniel Ståhl erneut Weltmeister

Weitere Teilnehmer aus einem deutschsprachigen Ländern:
- Steven Richter – ausgeschieden in der Qualifikation, Gruppe B (Rang 9 mit 63,37 m)
- Daniel Jasinski – ausgeschieden in der Qualifikation, Gruppe B (Rang 10 mit 63,36 m)

### Hammerwurf
| Platz | Athlet           | Land | Weite (m) |
| ----- | ---------------- | ---- | --------- |
| 1     | Ethan Katzberg   | CAN  | 81,25 NR  |
| 2     | Wojciech Nowicki | POL  | 81,02 00  |
| 3     | Bence Halász     | HUN  | 80,82 SB  |
| 4     | Paweł Fajdek     | POL  | 80,00 SB  |
| 5     | Mychajlo Kochan  | UKR  | 79,59 SB  |
| 6     | Daniel Haugh     | USA  | 78,64 SB  |
| 7     | Eivind Henriksen | NOR  | 77,06 SB  |
| 8     | Rudy Winkler     | USA  | 77,04 SB  |

Finale: 20. August, 17:50 Uhr

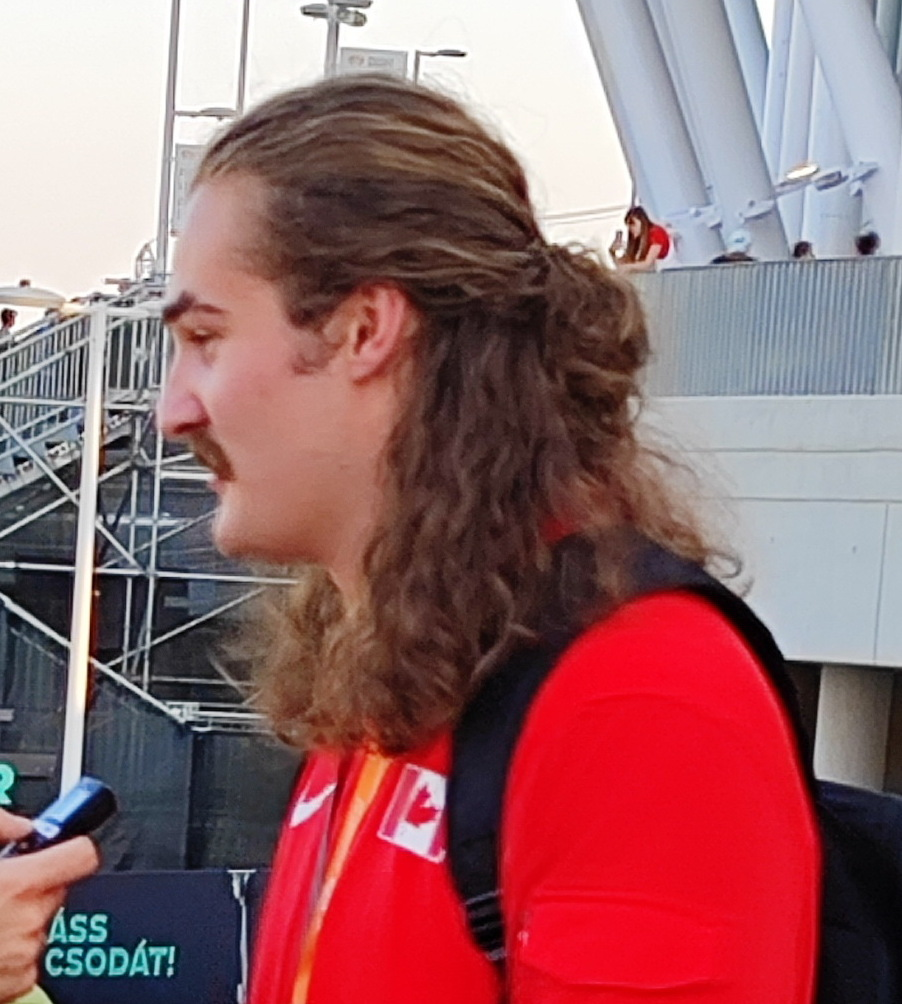
Überraschungsweltmeister Ethan Katzberg

Teilnehmer aus einem deutschsprachigen Ländern:
- Sören Klose – ausgeschieden in der Qualifikation, Gruppe A (Rang 22 mit 72,23 m)
- Merlin Hummel – ausgeschieden in der Qualifikation, Gruppe B (NM)

### Speerwurf
| Platz | Athlet            | Land | Weite (m) |
| ----- | ----------------- | ---- | --------- |
| 1     | Neeraj Chopra     | IND  | 88,17     |
| 2     | Arshad Nadeem     | PAK  | 87,82     |
| 3     | Jakub Vadlejch    | CZE  | 86,67     |
| 4     | Julian Weber      | GER  | 85,79     |
| 5     | Kishore Jena      | IND  | 84,77     |
| 6     | D. P. Manu        | IND  | 84,14     |
| 7     | Oliver Helander   | FIN  | 83,38     |
| 8     | Edis Matusevičius | LTU  | 82,29     |

Finale: 27. August, 20:16 Uhr

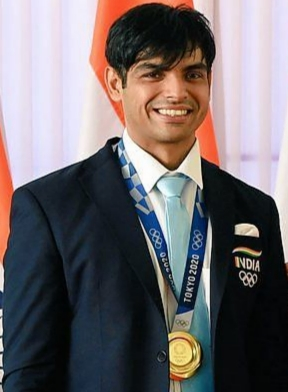
Speerwurfweltmeister Neeraj Chopra

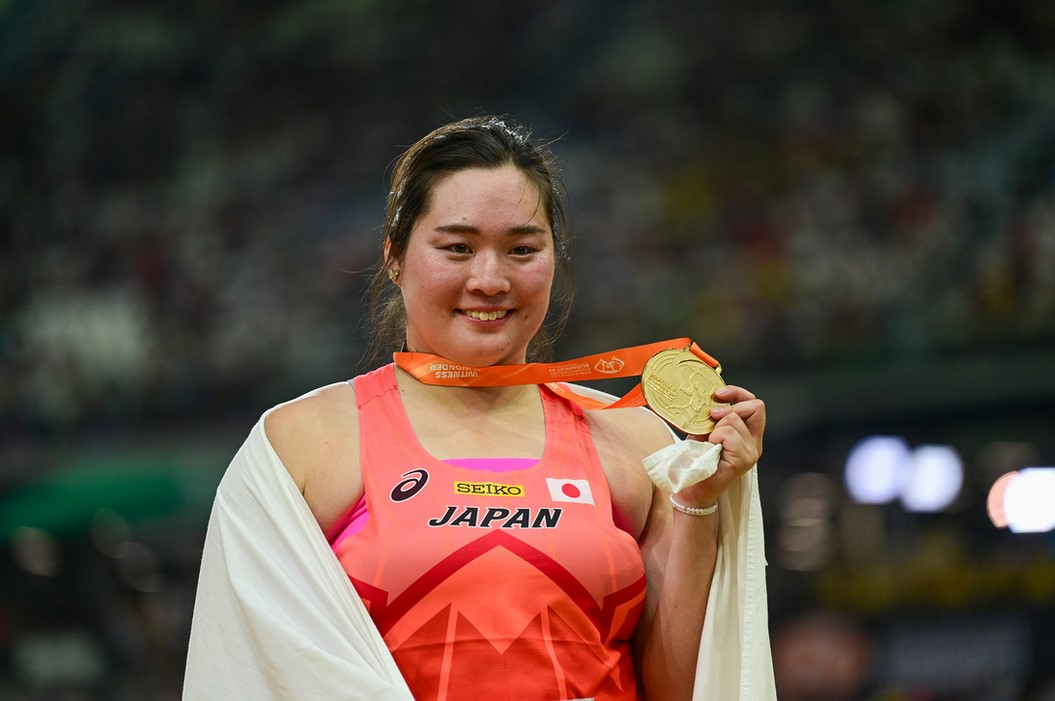
Haruka Kitaguchi – Weltmeisterin mit dem letzten Wurf

Keine weiteren Teilnehmer aus deutschsprachigen Ländern

### Zehnkampf
| Platz | Athlet            | Land | Punkte  |
| ----- | ----------------- | ---- | ------- |
| 1     | Pierce LePage     | CAN  | 8909 WL |
| 2     | Damian Warner     | CAN  | 8804 SB |
| 3     | Lindon Victor     | GRD  | 8756 NR |
| 4     | Karel Tilga       | EST  | 8681 PB |
| 5     | Leo Neugebauer    | GER  | 8645000 |
| 6     | Janek Õiglane     | EST  | 8524 SB |
| 7     | Harrison Williams | USA  | 8500000 |
| 8     | Markus Rooth      | NOR  | 8491000 |

Datum: 25./26. August

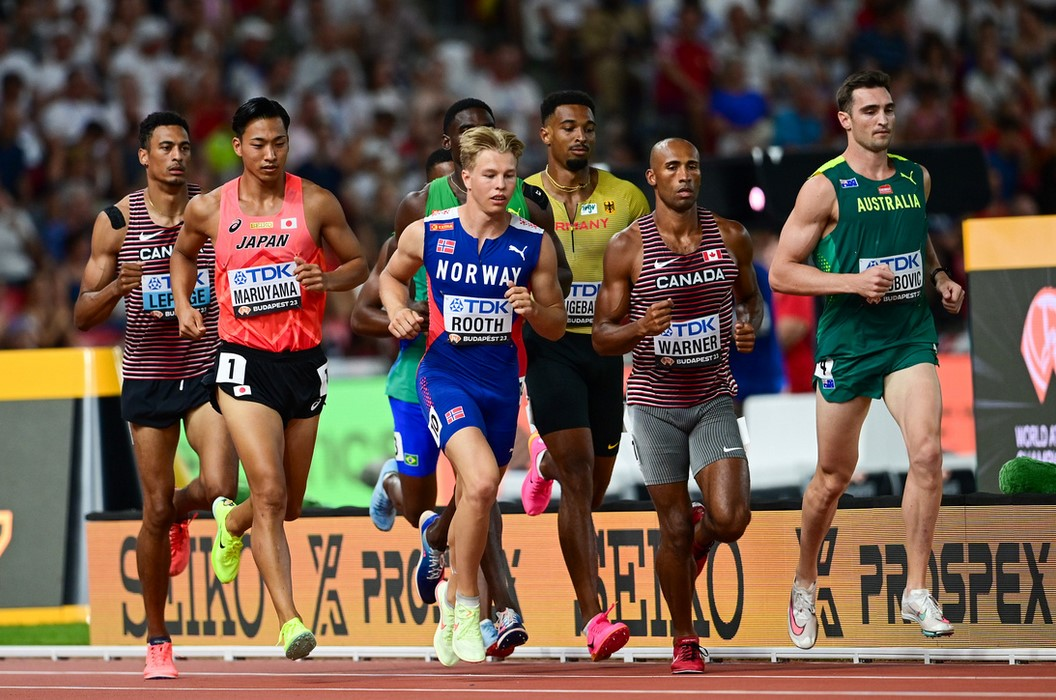
Kurz nach dem Start der Abschlussdisziplin, des Rennens über 1500 Meter

Weitere Teilnehmer aus deutschsprachigen Ländern:
- Manuel Eitel – Rang 11 mit 8191 Punkten
- Niklas Kaul – DNF nach vier Wettbewerben

## Resultate Frauen

### 100 m
| Platz | Athletin                | Land | Zeit (s)     |
| ----- | ----------------------- | ---- | ------------ |
| 1     | Sha’Carri Richardson    | USA  | 10,65 CR WL  |
| 2     | Shericka Jackson        | JAM  | 10,720000000 |
| 3     | Shelly-Ann Fraser-Pryce | JAM  | 10,77 SB0000 |
| 4     | Marie-Josée Ta Lou      | CIV  | 10,810000000 |
| 5     | Julien Alfred           | LCA  | 10,930000000 |
| 6     | Ewa Swoboda             | POL  | 10,970000000 |
| 7     | Brittany Brown          | USA  | 10,970000000 |
| 8     | Dina Asher-Smith        | GBR  | 11,000000000 |
| 9     | Tamari Davis            | USA  | 11,030000000 |

Finale: 21. August, 21:50 Uhr

Wind: −0,2 m/s

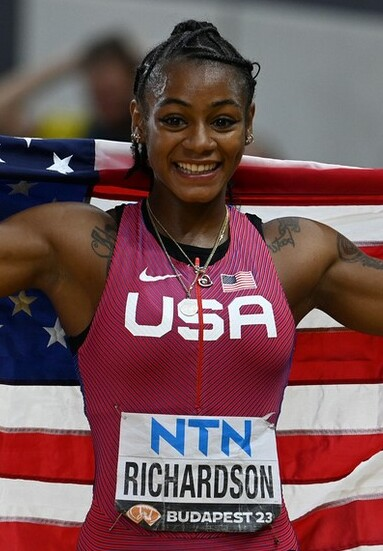
Sha’Carri Richardson – Weltmeisterin mit Championshiprekord

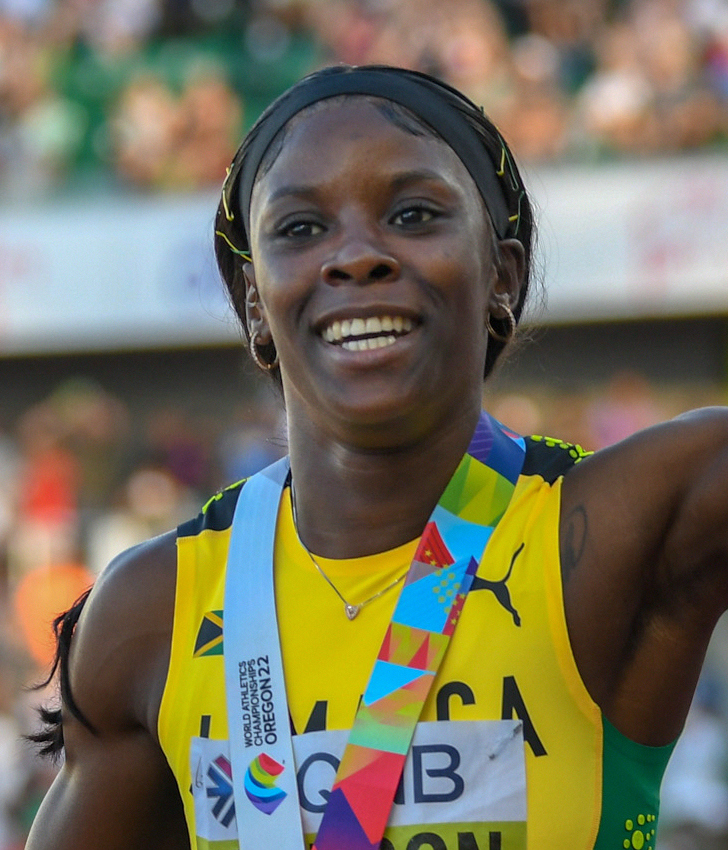
In einem starken Rennen siegte Titelverteidigerin Shericka Jackson

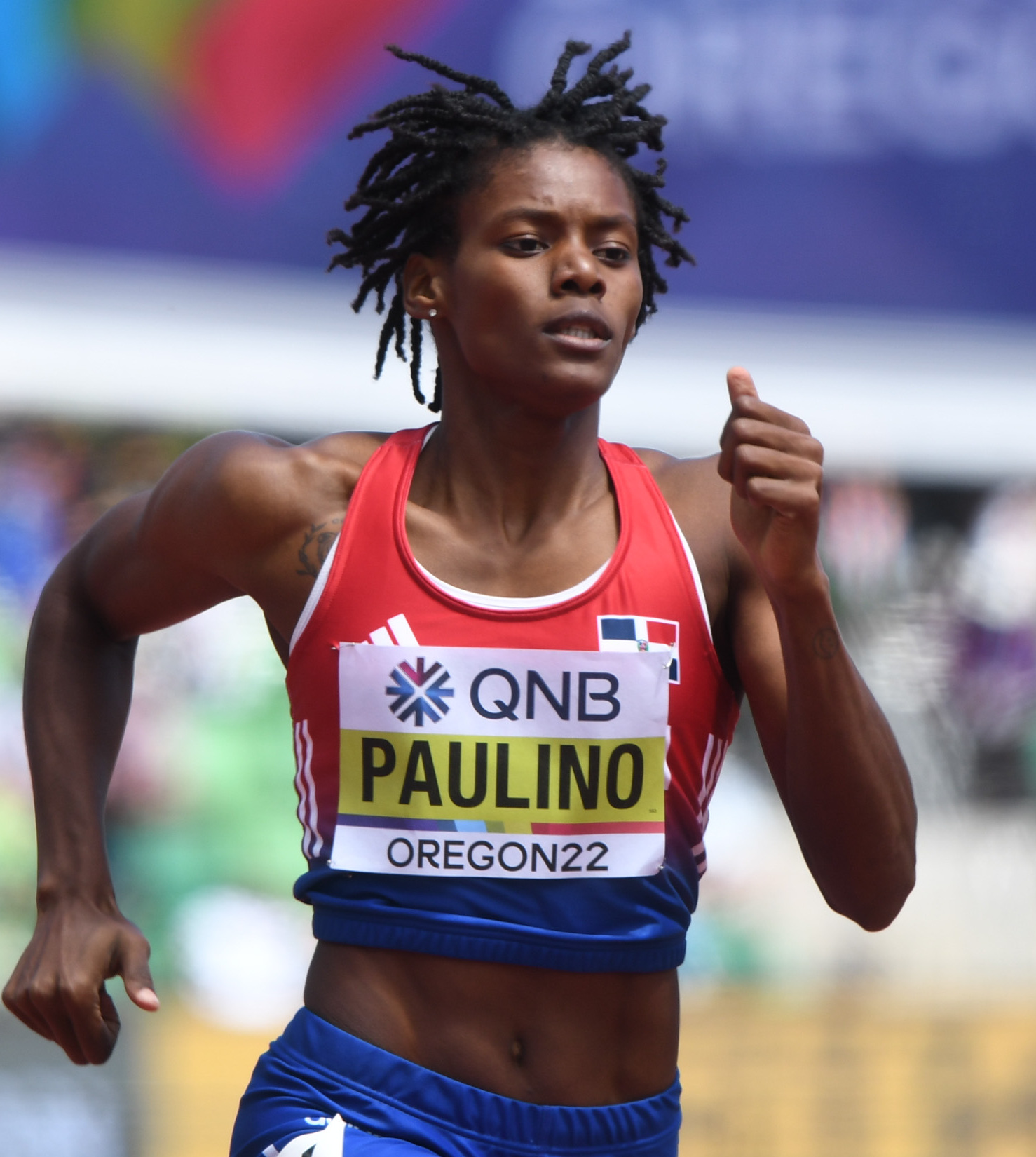
Marileidy Paulino – Mit Landesrekord zum WM-Titel

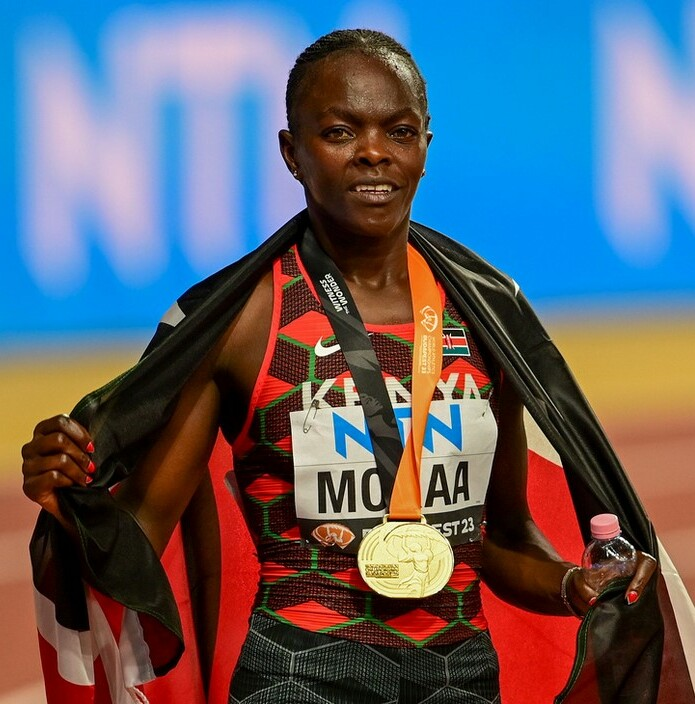
Etwas überraschend wurde Mary Moraa Weltmeisterin

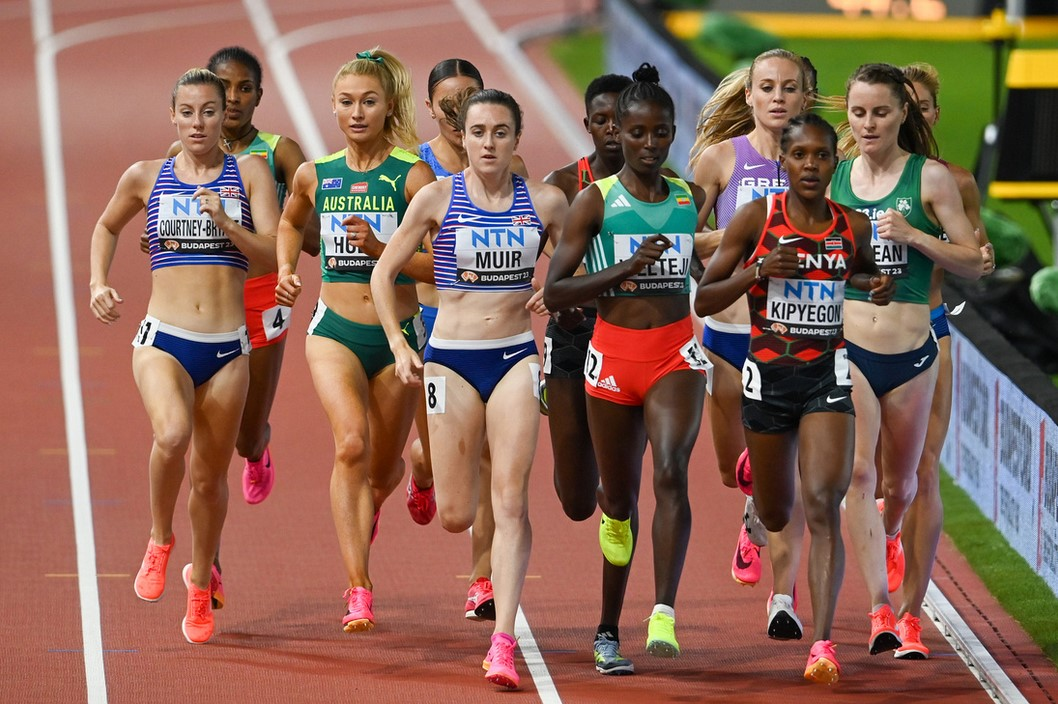
Das Finalfeld der 1500-Meter-Läuferinnen

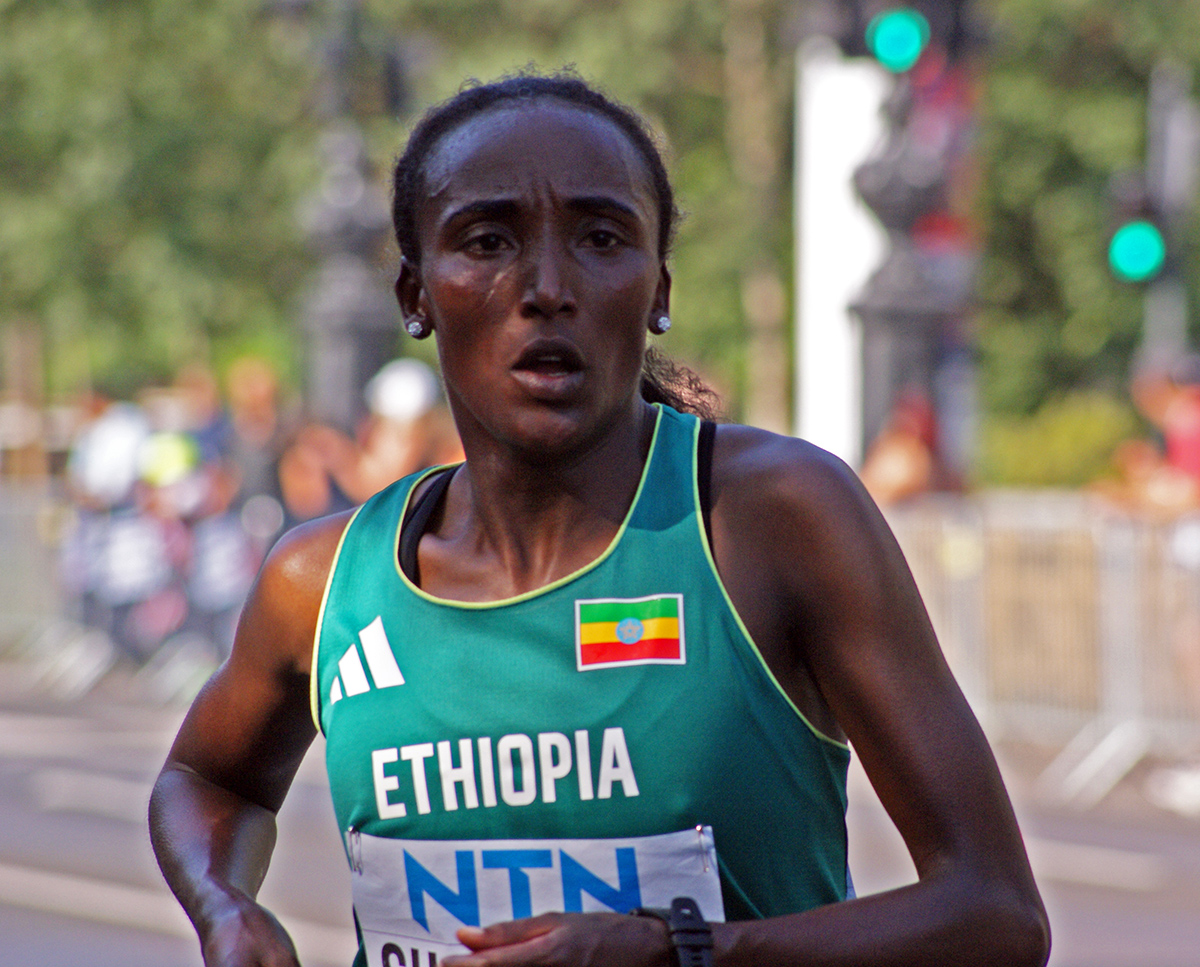
Auf dem letzten Streckenabschnitt setzte sich Amane Beriso ab und wurde Weltmeisterin

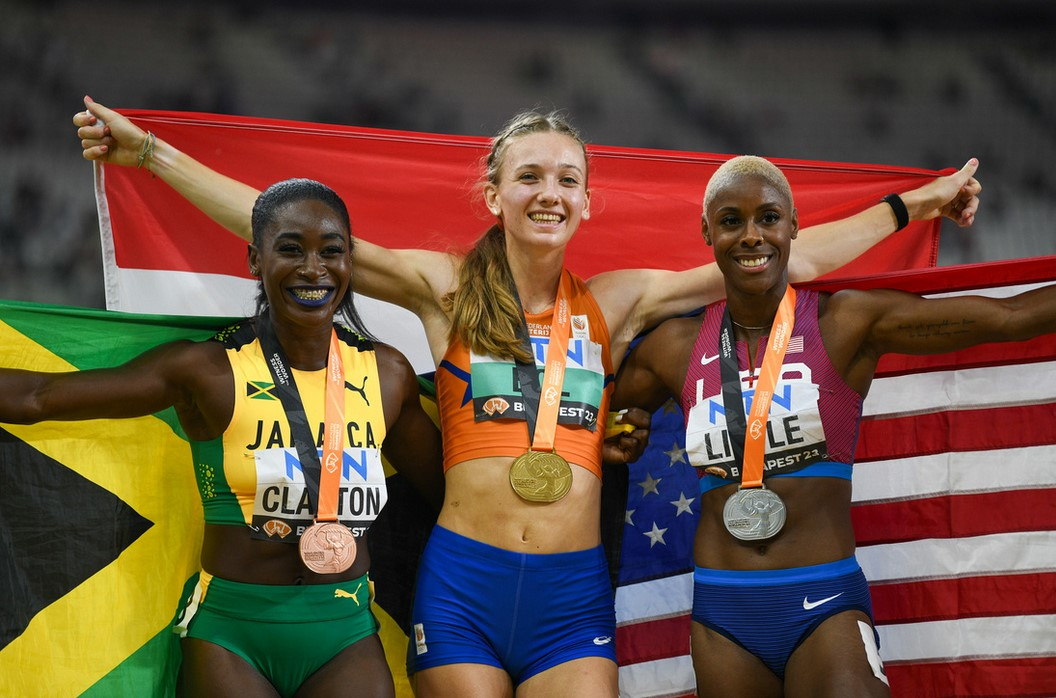
Das Podium mit Rushell Clayton (li.), Femke Bol (Mitte) und Shamier Little

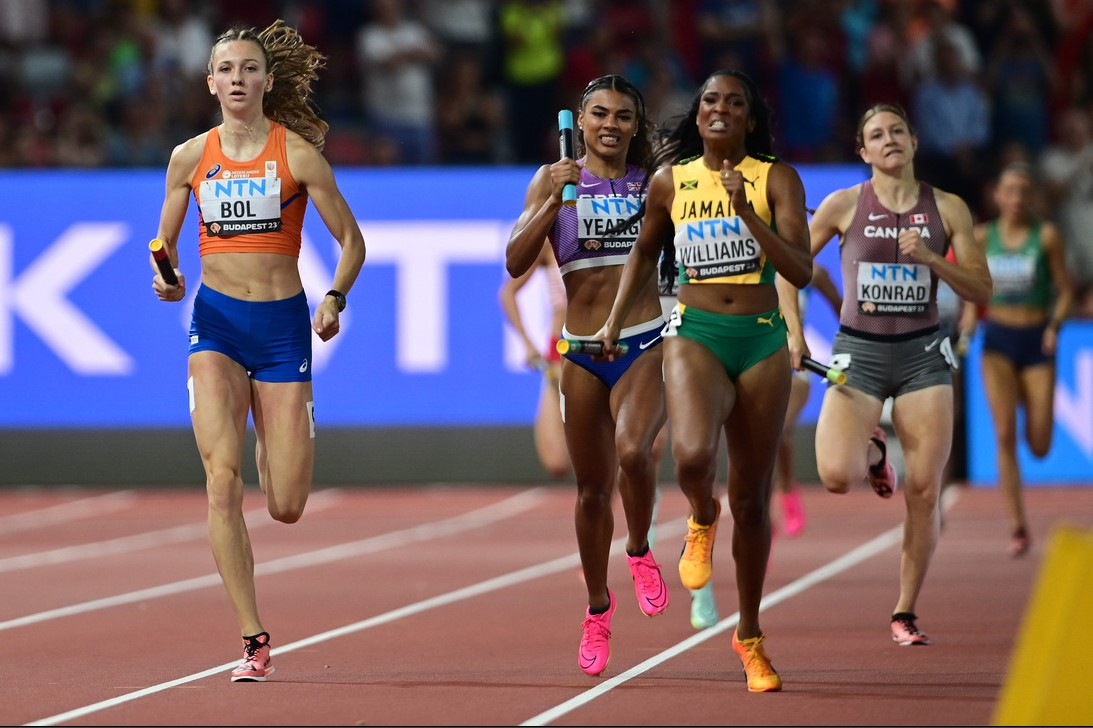
Femke Bol brachte die niederländische Staffel am Ende ganz nach vorn

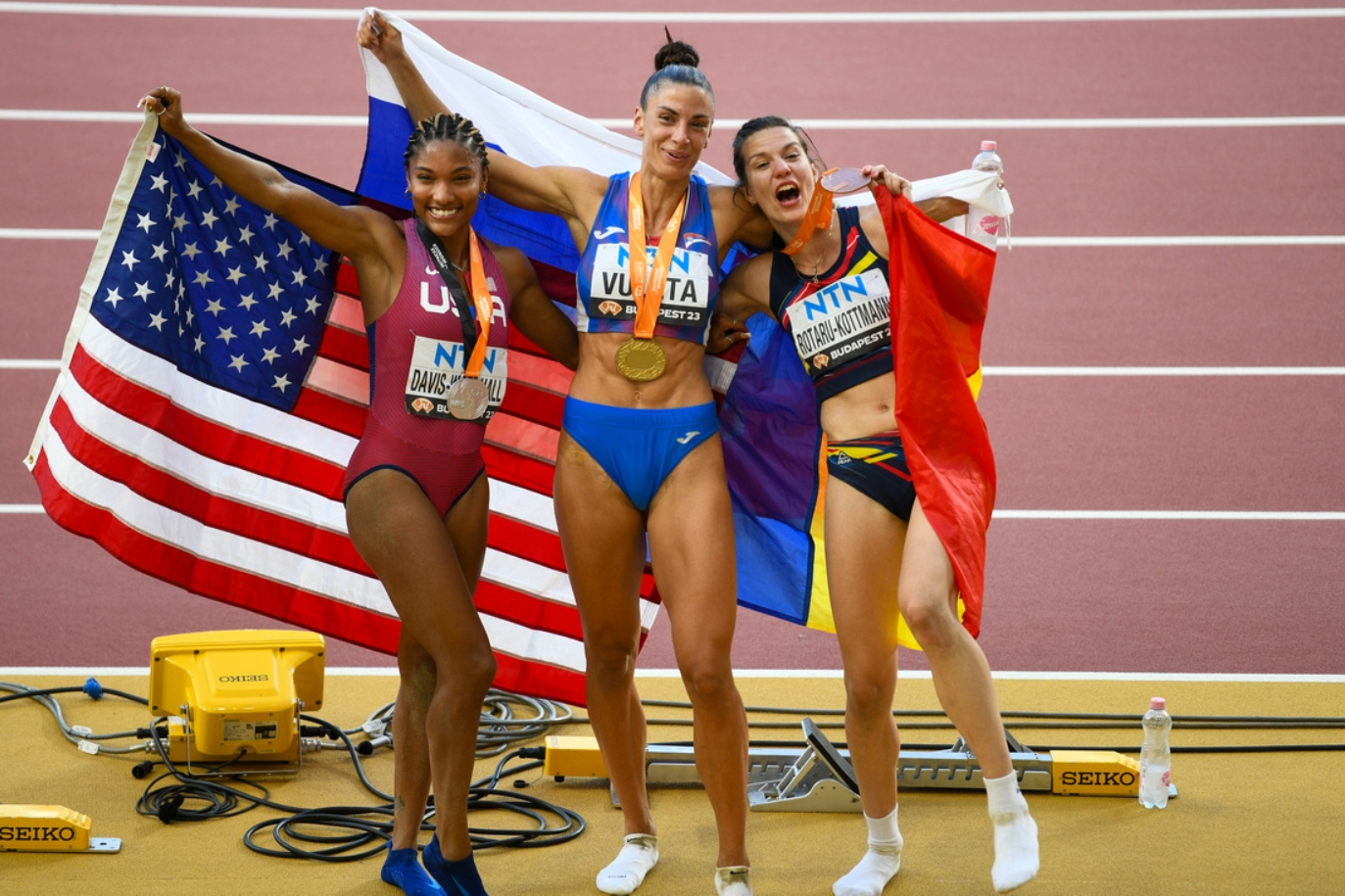
Die drei Medaillengewinnerinnen (v. l. n. r.): Tara Davis-Woodhall, Ivana Vuleta, Alina Rotaru-Kottmann

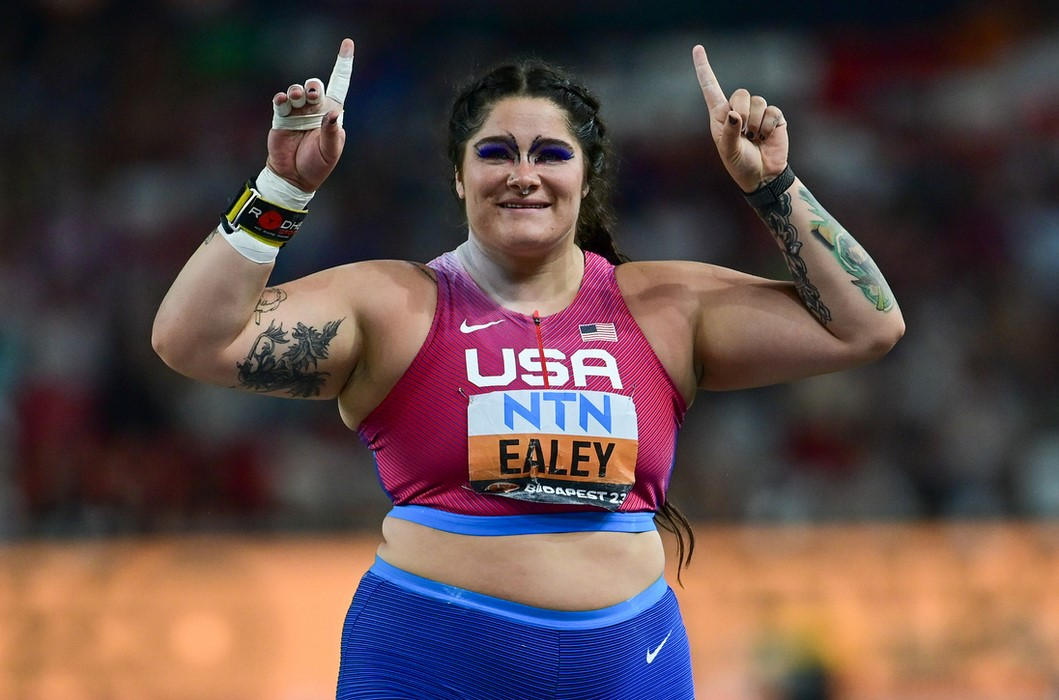
Erneuter Sieg für Titelverteidigerin Chase Ealey

Teilnehmerinnen aus deutschsprachigen Ländern:
- Mujinga Kambundji – ausgeschieden im zweiten Halbfinale (Rang 13 in 11,04 s SB/Wind: −0,4 m/s)
- Gina Lückenkemper – ausgeschieden im ersten Halbfinale (Rang 16 in 11,18 s/Wind: −0,4 m/s)
- Géraldine Frey – ausgeschieden im dritten Halbfinale (Rang 24 in 11,28 s/Wind: −0,1 m/s)
- Patrizia van der Weken – ausgeschieden im sechsten Vorlauf (Rang 33 in 11,38 s/Wind: +0,9 m/s)
- Rebekka Haase – ausgeschieden im siebten Vorlauf (Rang 36 in 11,43 s/Wind: +0,2 m/s)
- Salomé Kora – ausgeschieden im zweiten Vorlauf (Rang 47 in 12,18 s/Wind: −0,8 m/s)

### 200 m
| Platz | Athletin             | Land | Zeit (s)    |
| ----- | -------------------- | ---- | ----------- |
| 1     | Shericka Jackson     | JAM  | 21,41 CR WL |
| 2     | Gabrielle Thomas     | USA  | 21,81000000 |
| 3     | Sha'Carri Richardson | USA  | 21,92 PB000 |
| 4     | Julien Alfred        | LCA  | 22,05000000 |
| 5     | Daryll Neita         | GBR  | 22,16 PB000 |
| 6     | Anthonique Strachan  | BAH  | 22,29000000 |
| 7     | Dina Asher-Smith     | GBR  | 22,34000000 |
| 8     | Marie-Josée Ta Lou   | CIV  | 22,64000000 |

Finale: 25. August, 21:42 Uhr

Wind: −0,2 m/s
Teilnehmerinnen aus deutschsprachigen Ländern:
- Léonie Pointet – ausgeschieden im ersten Vorlauf (Rang 5 in 23,16 s PB/Wind: −0,4 m/s)
- Susanne Gogl-Walli – ausgeschieden im dritten Halbfinale (Rang 13 in 23,38 s/Wind: −0,4 m/s)

### 400 m
| Platz | Athletin               | Land | Zeit (s) |
| ----- | ---------------------- | ---- | -------- |
| 1     | Marileidy Paulino      | DOM  | 48,76 NR |
| 2     | Natalia Kaczmarek      | POL  | 49,57000 |
| 3     | Sada Williams          | BRB  | 49,60000 |
| 4     | Rhasidat Adeleke       | IRL  | 50,13000 |
| 5     | Cynthia Bolingo Mbongo | BEL  | 50,33000 |
| 6     | Lieke Klaver           | NLD  | 50,33000 |
| 7     | Candice McLeod         | JAM  | 51,08000 |
| 8     | Talitha Diggs          | USA  | 51,25000 |

Finale: 23. August, 21:35 Uhr
Teilnehmerinnen aus deutschsprachigen Ländern:
- Susanne Gogl-Walli – ausgeschieden im dritten Halbfinale (Rang 7 in 51,50 s)
- Giulia Senn – ausgeschieden im vierten Vorlauf (Rang 6 in 52,66 s)

### 800 m
| Platz | Athletin         | Land | Zeit (min) |
| ----- | ---------------- | ---- | ---------- |
| 1     | Mary Moraa       | KEN  | 1:56,03 PB |
| 2     | Keely Hodgkinson | GBR  | 1:56,34000 |
| 3     | Athing Mu        | USA  | 1:56,61 SB |
| 4     | Raevyn Rogers    | USA  | 1:57,45000 |
| 5     | Jemma Reekie     | GBR  | 1:57,72000 |
| 6     | Nia Akins        | USA  | 1:57,73000 |
| 7     | Adelle Tracey    | JAM  | 1:58,41 PB |
| 8     | Halimah Nakaayi  | UGA  | 1:59,18000 |

Finale: 27. August, 20:46 Uhr
Teilnehmerinnen aus deutschsprachigen Ländern:
- Lore Hoffmann – ausgeschieden im zweiten Halbfinale (Rang 5 in 2:01,05 min)
- Christina Hering – ausgeschieden im zweiten Halbfinale (Rang 7 in 2:01,66 min)
- Audrey Werro – ausgeschieden im dritten Vorlauf (Rang 6 in 2:01,03 min)
- Rachel Pellaud – ausgeschieden im fünften Vorlauf (Rang 5 in 2:01,05 min)
- Majtie Kolberg – ausgeschieden im sechsten Vorlauf (Rang 7 in 2:01,41 min)

### 1500 m
| Platz | Athletin           | Land | Zeit (min) |
| ----- | ------------------ | ---- | ---------- |
| 1     | Faith Kipyegon     | KEN  | 3:54,87000 |
| 2     | Diribe Welteji     | ETH  | 3:55,69000 |
| 3     | Sifan Hassan       | NLD  | 3:56,00000 |
| 4     | Ciara Mageean      | IRL  | 3:56,61 NR |
| 5     | Nelly Chepchirchir | KEN  | 3:57,90 PB |
| 6     | Laura Muir         | GBR  | 3:58,58000 |
| 7     | Jessica Hull       | AUS  | 3:59,54000 |
| 8     | Katie Snowden      | GBR  | 3:59,65000 |

Finale: 22. August, 21:33 Uhr
Teilnehmerinnen aus deutschsprachigen Ländern:
- Vera Hoffmann – ausgeschieden im ersten Vorlauf (Rang 12 in 4:09,76 min)
- Joceline Wind – ausgeschieden im dritten Vorlauf (Rang 14 in 4:14,86 min)

### 5000 m
| Platz | Athletin           | Land | Zeit (min) |
| ----- | ------------------ | ---- | ---------- |
| 1     | Faith Kipyegon     | KEN  | 14:53,88   |
| 2     | Sifan Hassan       | NED  | 14:54,11   |
| 3     | Beatrice Chebet    | KEN  | 14:54,33   |
| 4     | Margaret Kipkemboi | KEN  | 14:56,62   |
| 5     | Ejgayehu Taye      | ETH  | 14:56,85   |
| 6     | Medina Eisa        | ETH  | 14:58,23   |
| 7     | Freweyni Hailu     | ETH  | 14:58,31   |
| 8     | Nozomi Tanaka      | JPN  | 14:58,99   |

Finale: 26. August, 20:50 Uhr

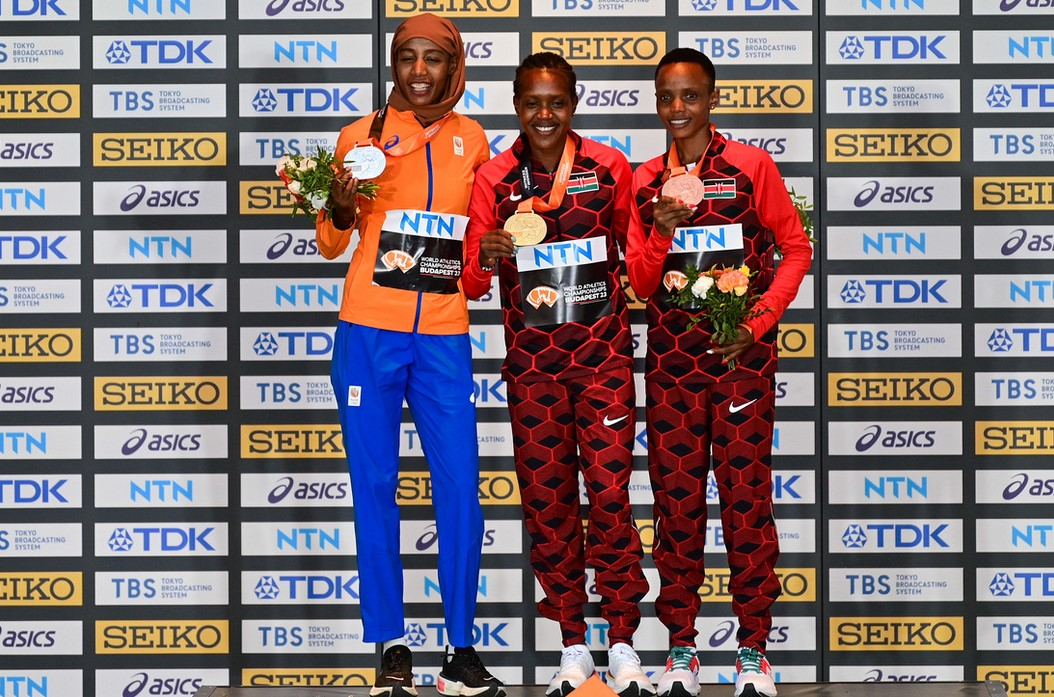
Die 5000-Meter-Medaillengewinnerinnen (v. l. n. r.): Sifan Hassan, Faith Kipyegon, Beatrice Chebet

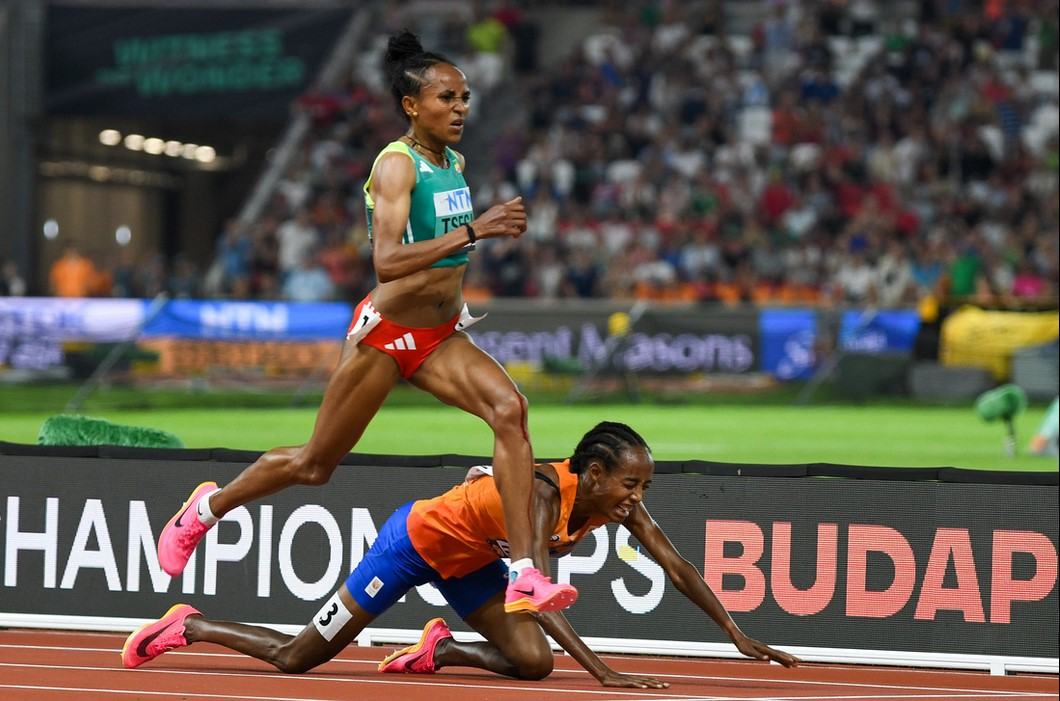
Gudaf Tsegay zog auf der Zielgeraden an der stürzenden Sifan Hassan vorbei

Keine Teilnehmerinnen aus deutschsprachigen Ländern

### 10.000 m
| Platz | Athletin               | Land | Zeit (min)  |
| ----- | ---------------------- | ---- | ----------- |
| 1     | Gudaf Tsegay           | ETH  | 31:27,18000 |
| 2     | Letesenbet Gidey       | ETH  | 31:28,16 SB |
| 3     | Ejgayehu Taye          | ETH  | 31:28,31000 |
| 4     | Irine Jepchumba Kimais | KEN  | 31:32,19 SB |
| 5     | Alicia Monson          | USA  | 31:32,29000 |
| 6     | Agnes Jebet Ngetich    | KEN  | 31:34,83 PB |
| 7     | Ririka Hironaka        | JPN  | 31:35,12 SB |
| 8     | Jessica Warner-Judd    | GBR  | 31:35,38 SB |

Datum: 19. August, 20:55 Uhr
Keine Teilnehmerinnen aus deutschsprachigen Ländern

### Marathon
| Platz | Athletin               | Land | Zeit (h) |
| ----- | ---------------------- | ---- | -------- |
| 1     | Amane Beriso Shankule  | ETH  | 2:24:23  |
| 2     | Gotytom Gebreslase     | ETH  | 2:24:34  |
| 3     | Fatima Ezzahra Gardadi | MAR  | 2:25:17  |
| 4     | Lonah Chemtai Salpeter | ISR  | 2:25:38  |
| 5     | Yalemzerf Yehualaw     | ETH  | 2:26:13  |
| 6     | Rosemary Wanjiru       | KEN  | 2:26:42  |
| 7     | Selly Chepyego Kaptich | KEN  | 2:27:09  |
| 8     | Nazret Weldu           | ERI  | 2:27:23  |

Datum: 26. August, 6:59 Uhr
Teilnehmerinnen aus deutschsprachigen Ländern:
- Melat Yisak Kejeta – Rang 11 in 2:29:04 h
- Julia Mayer – Rang 50 in 2:41:54 h

### 100 m Hürden
| Platz | Athletin              | Land | Zeit (s) |
| ----- | --------------------- | ---- | -------- |
| 1     | Danielle Williams     | JAM  | 12,43 SB |
| 2     | Jasmine Camacho-Quinn | PUR  | 12,44000 |
| 3     | Kendra Harrison       | USA  | 12,46000 |
| 4     | Devynne Charlton      | BAH  | 12,52000 |
| 5     | Ackera Nugent         | JAM  | 12,61000 |
| 6     | Tobi Amusan           | NGA  | 12,62000 |
| 7     | Ditaji Kambundji      | CHE  | 12,70000 |
| 8     | Nia Ali               | USA  | 12,78000 |

Finale: 24. August, 21:24 Uhr

Wind: −0,2 m/s

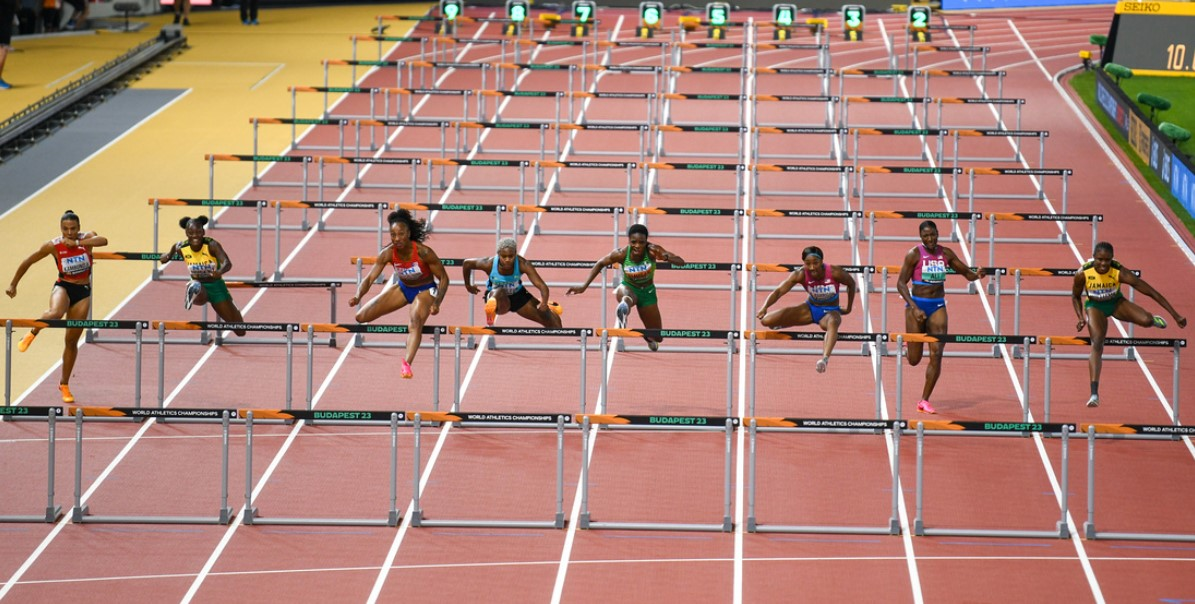
Finale über 100 Meter Hürden

Keine weiteren Teilnehmerinnen aus deutschsprachigen Ländern

### 400 m Hürden
| Platz | Athletin          | Land | Zeit (s) |
| ----- | ----------------- | ---- | -------- |
| 1     | Femke Bol         | NLD  | 51,70000 |
| 2     | Shamier Little    | USA  | 52,80 SB |
| 3     | Rushell Clayton   | JAM  | 52,81 PB |
| 4     | Kemi Adekoya      | BHR  | 53,09 AS |
| 5     | Anna Cockrell     | USA  | 53,34 PB |
| 6     | Ayomide Folorunso | ITA  | 54,19000 |
| 7     | Janieve Russell   | JAM  | 54,28000 |
| 8     | Andrenette Knight | JAM  | 55,20000 |

Finale: 24. August, 21:49 Uhr
Teilnehmerinnen aus deutschsprachigen Ländern:
- Carolina Krafzik – ausgeschieden im zweiten Halbfinale (Rang 5 in 54,58 s)
- Eileen Demes – ausgeschieden im zweiten Halbfinale (Rang 8 in 56,71 s)
- Yasmin Giger – ausgeschieden im ersten Vorlauf (Rang 6 in 56,16 s)
- Lena Pressler – ausgeschieden im dritten Vorlauf (Rang 8 in 57,90 s)

### 3000 m Hindernis
| Platz | Athletin              | Land | Zeit (min) |
| ----- | --------------------- | ---- | ---------- |
| 1     | Winfred Mutile Yavi   | BHR  | 8:54,29 WL |
| 2     | Beatrice Chepkoech    | KEN  | 8:58,98 SB |
| 3     | Faith Cherotich       | KEN  | 9:00,69 PB |
| 4     | Zerfe Wondemagegn     | ETH  | 9:05,51000 |
| 5     | Alice Finot           | FRA  | 9:06,15 NR |
| 6     | Maruša Mišmaš Zrimšek | SLO  | 9:06,37 NR |
| 7     | Peruth Chemutai       | UGA  | 9:10,26 SB |
| 8     | Luiza Gega            | ALB  | 9:10,27 SB |

Finale: 27. August, 21:05 Uhr

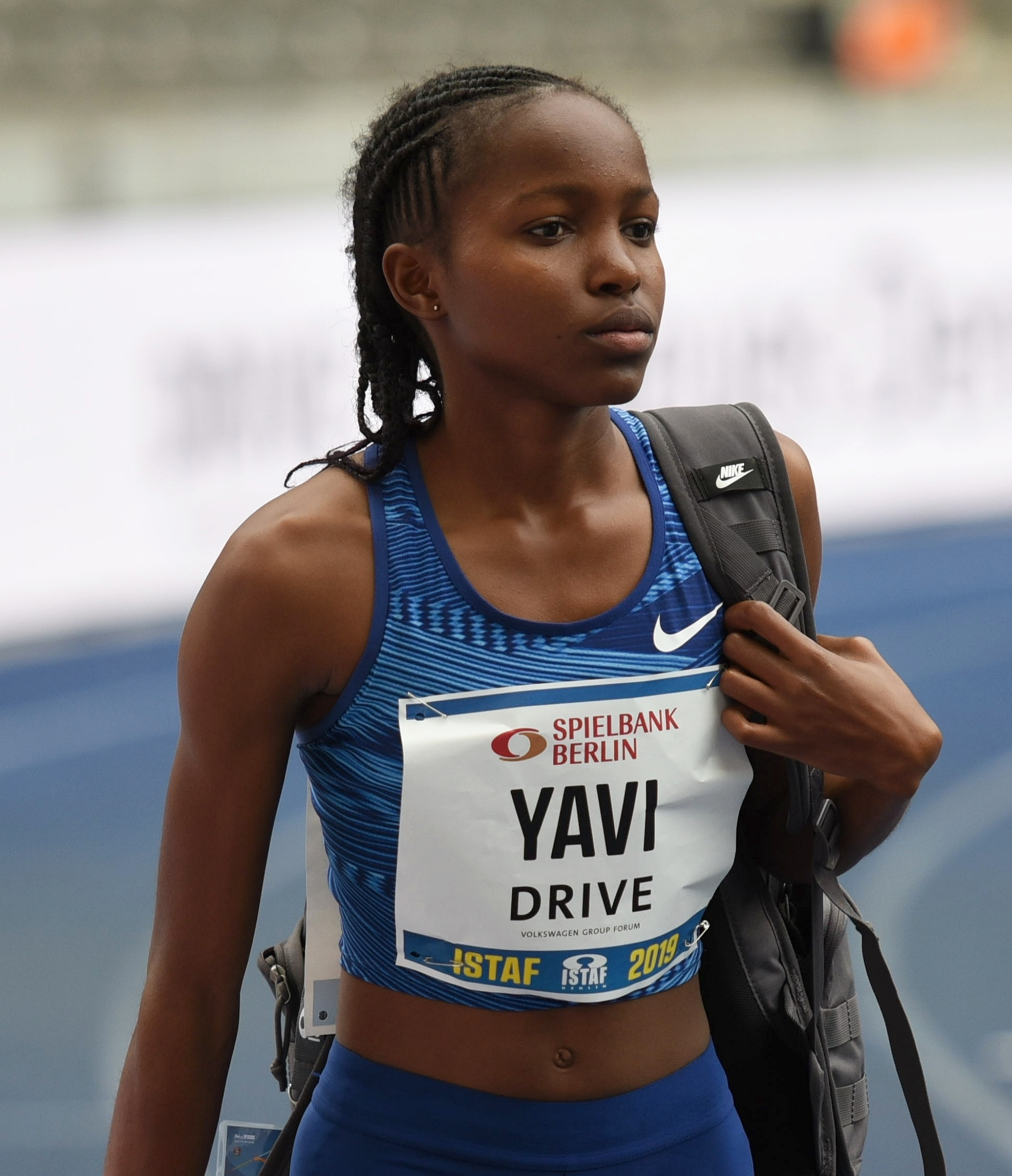
Mit starker Zeit wurde Winfred Mutile Yavi Weltmeisterin

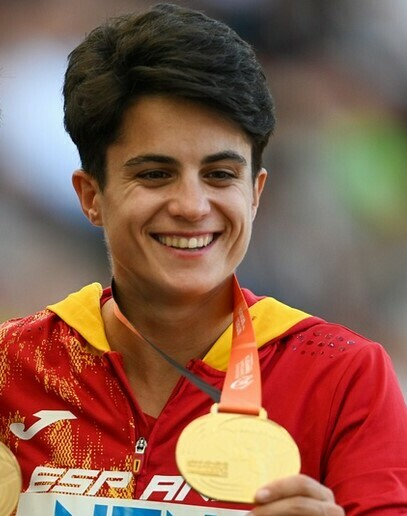
María Pérez García – Doppelweltmeisterin im 20- und 35-km-Gehen

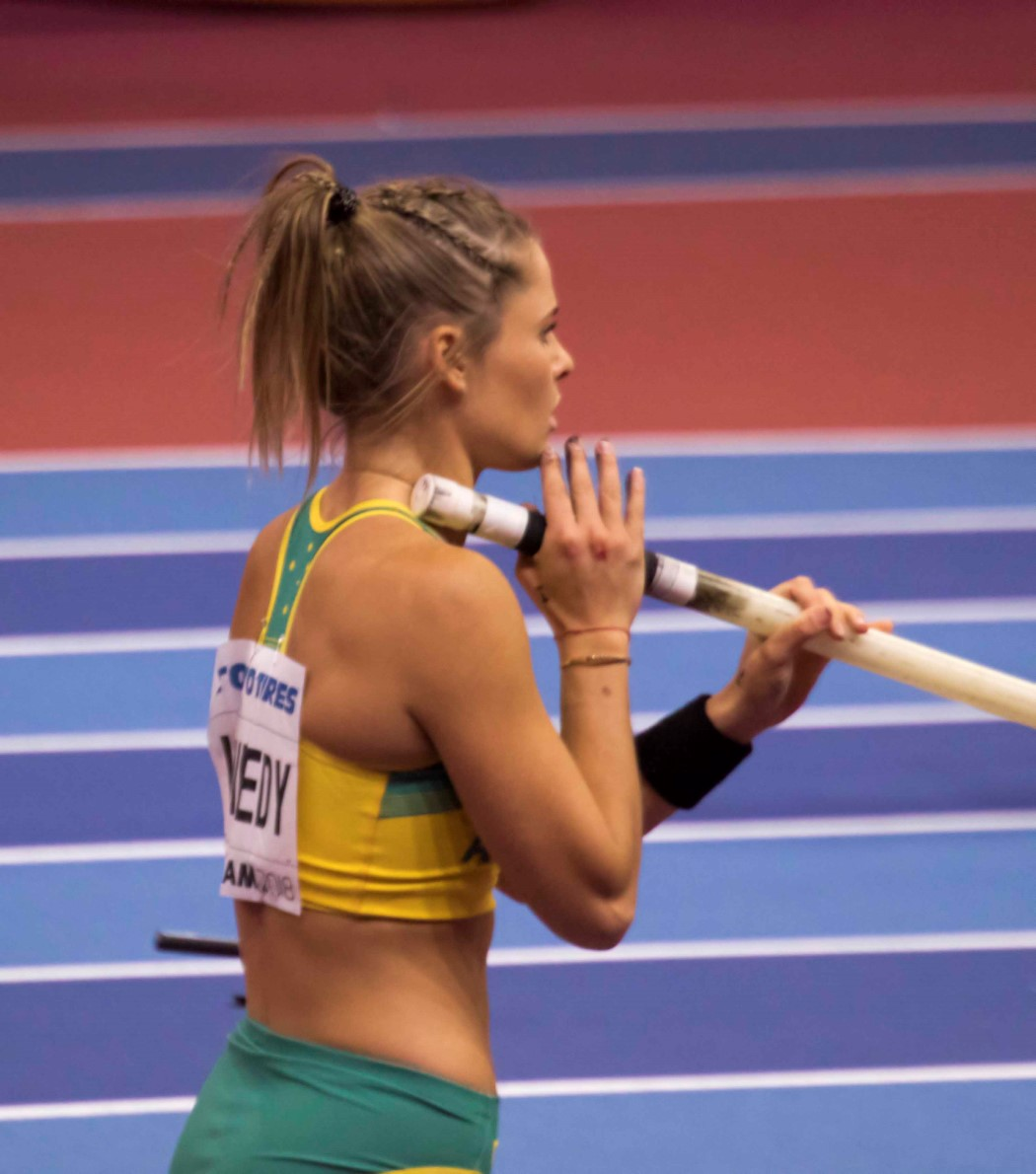
Nina Kennedy
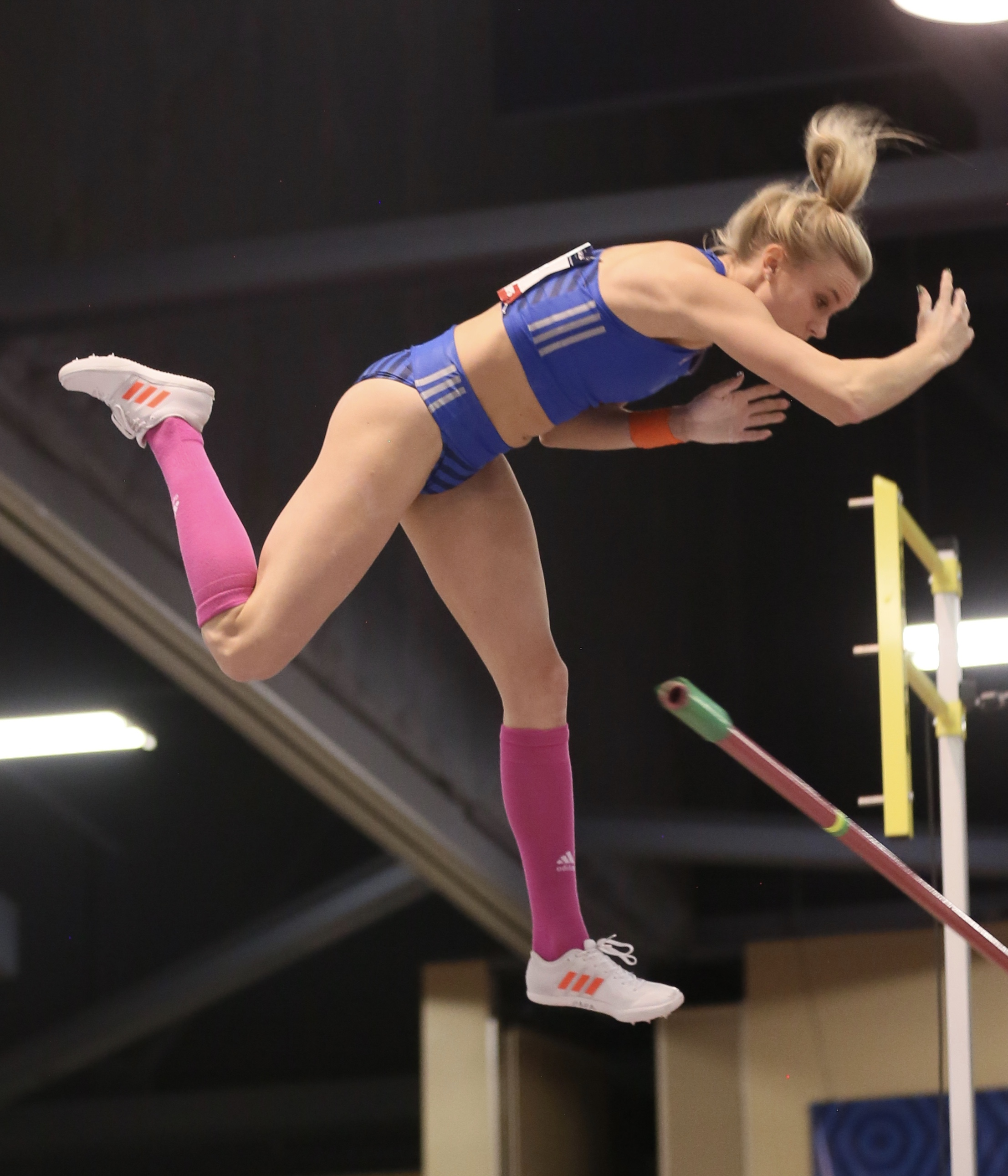
Katie Moon

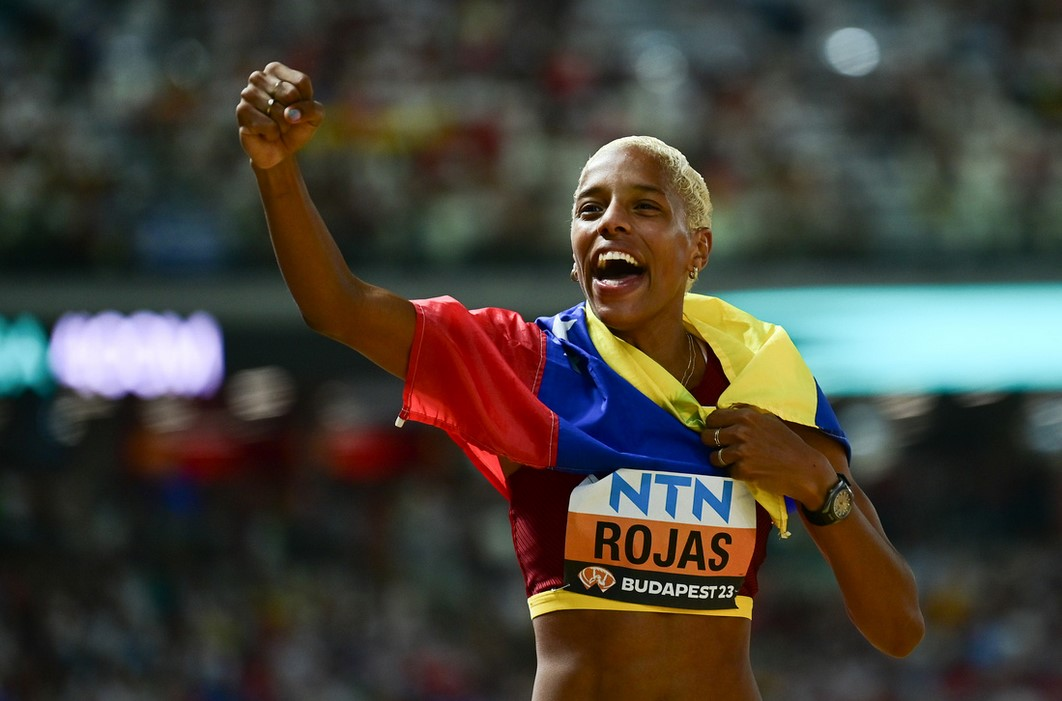
In einem hochklassigen Wettbewerb gewann Yulimar Rojas WM-Gold

Teilnehmerin aus einem deutschsprachigen Land:

 Olivia Gürth – Rang 14 in 9:20,08 min

### 4 × 100 m Staffel
| Platz | Land           | Athletinnen | Zeit (s)                                    |
| ----- | -------------- | --- | ------------------------------------------- |
| 1     | USA            | Tamari Davis Twanisha Terry Gabrielle Thomas (Finale) Sha'Carri Richardson (Finale) im Vorlauf außerdem: Tamara Clark Melissa Jefferson                 | 41,03 CR                                    |
| 2     | Jamaika        | Natasha Morrison (Finale) Shelly-Ann Fraser-Pryce Shashalee Forbes Shericka Jackson (Finale) im Vorlauf außerdem: Briana Williams Elaine Thompson-Herah | 41,21 SB                                    |
| 3     | Großbritannien | Asha Philip Imani Lansiquot Bianca Williams Daryll Neita (Finale) im Vorlauf außerdem: Annie Tagoe                                                      | 41,97 SB                                    |
| 4     | Italien        | Zaynab Dosso Dalia Kaddari Anna Bongiorni Alessia Pavese                                                                                                | 42,49000                                    |
| 5     | Polen          | Pia Skrzyszowska Kryszina Zimanouskaja Magdalena Stefanowicz Ewa Swoboda                                                                                | 42,66000                                    |
| 6     | Deutschland    | Louise Wieland Sina Mayer Gina Lückenkemper Rebekka Haase                                                                                               | 42,98000                                    |
| DNF   | Elfenbeinküste | Murielle Ahouré-Demps Marie-Josée Ta Lou Jessika Gbai Maboundou Koné                                                                                    |                                             |
| DNF   | Niederlande    | N’ketia Seedo Lieke Klaver Nadine Visser Tasa Jiya |                                             |
| DSQ   | Schweiz        | Nathacha Kouni Salomé Kora Géraldine Frey Melissa Gutschmidt                                                                                            | IWR 170, TR24.7 Wechselraum- überschreitung |

Finale: 26. August, 21:53 Uhr
Keine weiteren Staffeln aus deutschsprachigen Ländern

### 4 × 400 m Staffel
| Platz | Land           | Athletinnen | Zeit (min)    |
| ----- | -------------- | --- | ------------- |
| 1     | Niederlande    | Eveline Saalberg Lieke Klaver (Finale) Cathelijn Peeters Femke Bol im Vorlauf außerdem: Lisanne de Witte                              | 3:20,72 WL NR |
| 2     | Jamaika        | Candice McLeod (Finale) Janieve Russell (Finale) Nickisha Pryce Stacey-Ann Williams im Vorlauf außerdem: Charokee Young Shiann Salmon | 3:20,88 SB000 |
| 3     | Großbritannien | Laviai Nielsen Amber Anning Ama Pipi (Finale) Nicole Yeargin im Vorlauf außerdem: Yemi Mary John                                      | 3:21,04 SB000 |
| 4     | Kanada         | Zoe Sherar Aiyanna Stiverne Kyra Constantine Grace Konrad                                                                             | 3:22,42 SB000 |
| 5     | Belgien        | Helena Ponette Imke Vervaet Hanne Claes Camille Laus (Finale) im Vorlauf außerdem: Naomi Van Den Broeck                               | 3:22,84 SB000 |
| 6     | Polen          | Alicja Wrona-Kutrzepa Marika Popowicz-Drapała Patrycja Wyciszkiewicz-Zawadzka Natalia Kaczmarek                                       | 3:24,93000000 |
| 7     | Italien        | Alice Mangione Anna Polinari (Finale) Alessandra Bonora Giancarla Trevisan im Vorlauf außerdem: Ayomide Folorunso                     | 3:24,98000000 |
| 8     | Irland         | Sophie Becker Róisín Harrison Kelly McGrory Sharlene Mawdsley                                                                         | 3:27,08000000 |
| 9     | Frankreich     | Amandine Brossier Louise Maraval Marjorie Veyssiere (Finale) Camille Séri im Vorlauf außerdem: Sounkamba Sylla                        | 3:28,35000000 |

Finale: 27. August, 21:50 Uhr
Teilnehmerinnen aus deutschsprachigen Ländern:
- Deutschland (Luna Thiel, Alica Schmidt, Mona Mayer, Carolina Krafzik)
00000000000000ausgeschieden im ersten Vorlauf (Rang 6 in 3:27,74 min, SB)
- Schweiz (Giulia Senn, Julia Niederberger, Rachel Pellaud, Catia Gubelmann)
00000000000ausgeschieden im zweiten Vorlauf (Rang 6 in 3:29,07 min SB)

### 20 km Gehen
| Platz | Athletin             | Land | Zeit (h)   |
| ----- | -------------------- | ---- | ---------- |
| 1     | María Pérez García   | ESP  | 1:26:51000 |
| 2     | Jemima Montag        | AUS  | 1:27:16 AR |
| 3     | Antonella Palmisano  | ITA  | 1:27:26 SB |
| 4     | Kimberly García León | PER  | 1:27:32000 |
| 5     | Alegna González      | MEX  | 1:27:36000 |
| 6     | Glenda Morejón       | ECU  | 1:27:40 SB |
| 7     | Ma Zhenxia           | CHN  | 1:28:30000 |
| 8     | Viviane Lyra         | BRA  | 1:28:36 PB |

Datum: 20. August, 7:15 Uhr
Teilnehmerin aus einem deutschsprachigen Land:

 Saskia Feige – Rang 30 in 1:34:49 h

### 35 km Gehen
| Platz | Athletin             | Land | Zeit (h)   |
| ----- | -------------------- | ---- | ---------- |
| 1     | María Pérez García   | ESP  | 2:38:40 CR |
| 2     | Kimberly García León | PER  | 2:40:52000 |
| 3     | Antigoni Drisbioti   | GRE  | 2:43:22 SB |
| 4     | Viviane Lyra         | BRA  | 2:44:40 NR |
| 5     | Cristina Montesinos  | ESP  | 2:45:32 PB |
| 6     | Evelyn Inga          | PER  | 2:46:18 PB |
| 7     | Serena Sonoda        | JPN  | 2:46:32000 |
| 8     | Olga Chojecka        | POL  | 2:46:48 PB |

Datum: 24. August, 7:00 Uhr
Teilnehmerin aus einem deutschsprachigen Land:

 Bianca Maria Dittrich – Rang 29 in 3:03:05 h

### Hochsprung
| Platz | Athletin              | Land | Höhe (m) |
| ----- | --------------------- | ---- | -------- |
| 1     | Jaroslawa Mahutschich | UKR  | 2,01     |
| 2     | Eleanor Patterson     | AUS  | 1,99     |
| 3     | Nicola Olyslagers     | AUS  | 1,99     |
| 4     | Morgan Lake           | GBR  | 1,97     |
| 5     | Lamara Distin         | JAM  | 1,94     |
| 6     | Iryna Heraschtschenko | UKR  | 1,94     |
| 7     | Angelina Topić        | SRB  | 1,94     |
| 8     | Christina Honsel      | GER  | 1,94     |

Finale: 27. August, 20:00 Uhr

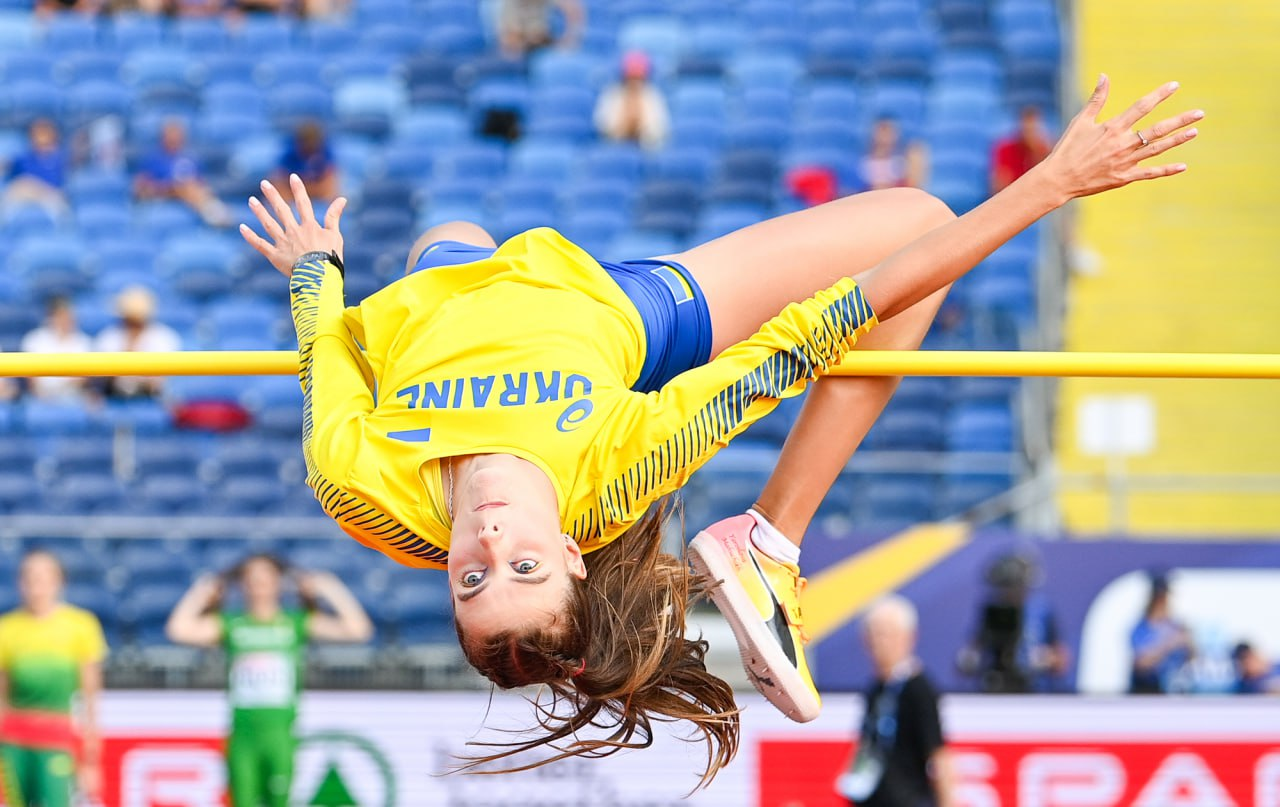
Hochsprungsiegerin Jaroslawa Mahutschich gewann ihren ersten großen Titel auf Weltniveau

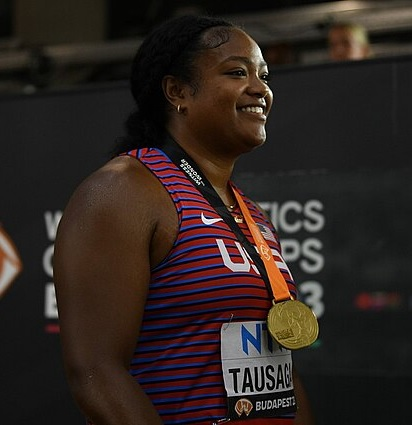
Laulauga Tausaga entschied den Diskuswurf mit persönlicher Bestleistung für sich

Weitere Teilnehmerin aus einem deutschsprachigen Land:

 Johanna Göring – ausgeschieden in der Qualifikation, Gruppe A (Rang 11 mit 1,85 m)

### Stabhochsprung
- Nina Kennedy
- Katie Moon

| Platz | Athletin         | Land | Höhe (m)    |
| ----- | ---------------- | ---- | ----------- |
| 1     | Nina Kennedy     | AUS  | 4,90 WLe NR |
| 1     | Katie Moon       | USA  | 4,90 WLe    |
| 3     | Wilma Murto      | FIN  | 4,80 SB     |
| 4     | Tina Šutej       | SLO  | 4,80 NR     |
| 5     | Molly Caudery    | GBR  | 4,75 PB     |
| 5     | Angelica Moser   | CHE  | 4,75 PB     |
| 7     | Sandi Morris     | USA  | 4,65        |
| 8     | Robeilys Peinado | VEN  | 4,65 SB     |

Finale: 23. August, 19:32 Uhr
Teilnehmerin aus einem deutschsprachigen Land:

 Anjuli Knäsche – ausgeschieden in der Qualifikation,
00000000000000000Gruppe A (Rang 14 mit 4,35 m)

### Weitsprung
| Platz | Athletin              | Land | Weite (m) |
| ----- | --------------------- | ---- | --------- |
| 1     | Ivana Vuleta          | SRB  | 7,14 WL   |
| 2     | Tara Davis-Woodhall   | USA  | 6,91000   |
| 3     | Alina Rotaru-Kottmann | ROU  | 6,88000   |
| 4     | Ese Brume             | NGA  | 6,84 SB   |
| 5     | Larissa Iapichino     | ITA  | 6,82000   |
| 6     | Fátima Diame          | ESP  | 6,82 PB   |
| 7     | Marthe Koala          | BFA  | 6,68000   |
| 8     | Tessy Ebosele         | ESP  | 6,62000   |

Finale: 20. August, 16:55 Uhr
Teilnehmerinnen aus deutschsprachigen Ländern:
- Maryse Luzolo – Rang 9 mit 6,58 m
- Mikaelle Assani – ausgeschieden in der Qualifikation, Gruppe A (Rang 8 mit 6,47 m)

### Dreisprung
| Platz | Athletin                | Land | Weite (m) |
| ----- | ----------------------- | ---- | --------- |
| 1     | Yulimar Rojas           | VEN  | 15,08000  |
| 2     | Maryna Bech-Romantschuk | UKR  | 15,00 SB  |
| 3     | Leyanis Pérez           | CUB  | 14,96000  |
| 4     | Shanieka Ricketts       | JAM  | 14,93 SB  |
| 5     | Thea LaFond             | DMA  | 14,90 NR  |
| 6     | Liadagmis Povea         | CUB  | 14,87 SB  |
| 7     | Kimberly Williams       | JAM  | 14,38 SB  |
| 8     | Dariya Derkach          | ITA  | 14,36 SB  |

Finale: 25. August, 19:38 Uhr
Teilnehmerin aus einem deutschsprachigen Land:

 Kira Wittmann – ausgeschieden in der Qualifikation, Gruppe A (Rang 15 mit 13,64 m)

### Kugelstoßen
| Platz | Athletin            | Land | Weite (m) |
| ----- | ------------------- | ---- | --------- |
| 1     | Chase Ealey         | USA  | 20,43 SB  |
| 2     | Sarah Mitton        | CAN  | 20,08 SB  |
| 3     | Gong Lijiao         | CHN  | 19,69000  |
| 4     | Auriol Dongmo       | POR  | 19,69000  |
| 5     | Danniel Thomas-Dodd | JAM  | 19,59000  |
| 6     | Maggie Ewen         | USA  | 19,51000  |
| 7     | Maddison-Lee Wesche | NZL  | 19,51 PB  |
| 8     | Jessica Schilder    | NED  | 19,26000  |

26. August, 19:38 Uhr
Teilnehmerinnen aus deutschsprachigen Ländern:
- Yemisi Ogunleye – Rang 10 mit 18,97 m
- Sara Gambetta – Rang 12 mit 18,71 m

### Diskuswurf
| Platz | Athletin            | Land | Weite (m) |
| ----- | ------------------- | ---- | --------- |
| 1     | Laulauga Tausaga    | USA  | 69,49 PB  |
| 2     | Valarie Allman      | USA  | 69,23000  |
| 3     | Feng Bin            | CHN  | 68,20 SB  |
| 4     | Jorinde van Klinken | NLD  | 67,20 SB  |
| 5     | Sandra Perković     | CRO  | 66,57 SB  |
| 6     | Kristin Pudenz      | GER  | 65,96000  |
| 7     | Shanice Craft       | GER  | 65,47000  |
| 8     | Liliana Cá          | POR  | 63,59000  |

Finale: 22. August, 20:20 Uhr
Weitere Teilnehmerin aus einem deutschsprachigen Land:

 Claudine Vita – Platz 10 mit 63,19 m

### Hammerwurf
| Platz | Athletin           | Land | Weite (m) |
| ----- | ------------------ | ---- | --------- |
| 1     | Camryn Rogers      | CAN  | 77,22000  |
| 2     | Janee' Kassanavoid | USA  | 76,36000  |
| 3     | DeAnna Price       | USA  | 75,41000  |
| 4     | Hanna Skydan       | AZE  | 74,18000  |
| 5     | Silja Kosonen      | FIN  | 73,89000  |
| 6     | Sara Fantini       | ITA  | 73,85 SB  |
| 7     | Bianca Ghelber     | ROU  | 73,70000  |
| 8     | Wang Zheng         | CHN  | 72,14000  |

Finale: 24. August, 20:29 Uhr
Keine Teilnehmerinnen aus deutschsprachigen Ländern

### Speerwurf
| Platz | Athletin          | Land | Weite (m) |
| ----- | ----------------- | ---- | --------- |
| 1     | Haruka Kitaguchi  | JPN  | 66,73000  |
| 2     | Flor Ruíz         | COL  | 65,47 SR  |
| 3     | Mackenzie Little  | AUS  | 63,38000  |
| 4     | Anete Kociņa      | LAT  | 63,18 SB  |
| 5     | Victoria Hudson   | AUT  | 62,92000  |
| 6     | Liu Shiying       | CHN  | 61,66 SB  |
| 7     | Kelsey-Lee Barber | AUS  | 61,19000  |
| 8     | Jucilene de Lima  | BRA  | 60,34000  |

Finale: 25. August, 20:22 Uhr
Keine weiteren Teilnehmerinnen aus deutschsprachigen Ländern

### Siebenkampf
| Platz | Athletin                  | Land | Punkte  |
| ----- | ------------------------- | ---- | ------- |
| 1     | Katarina Johnson-Thompson | GBR  | 6740 SB |
| 2     | Anna Hall                 | USA  | 6720000 |
| 3     | Anouk Vetter              | NLD  | 6501 SB |
| 4     | Xénia Krizsán             | HUN  | 6479 SB |
| 5     | Emma Oosterwegel          | NLD  | 6464 SB |
| 6     | Noor Vidts                | BEL  | 6450 SB |
| 7     | Sophie Weißenberg         | GER  | 6438 PB |
| 8     | Chari Hawkins             | USA  | 6366 PB |

Datum: 19./20. August

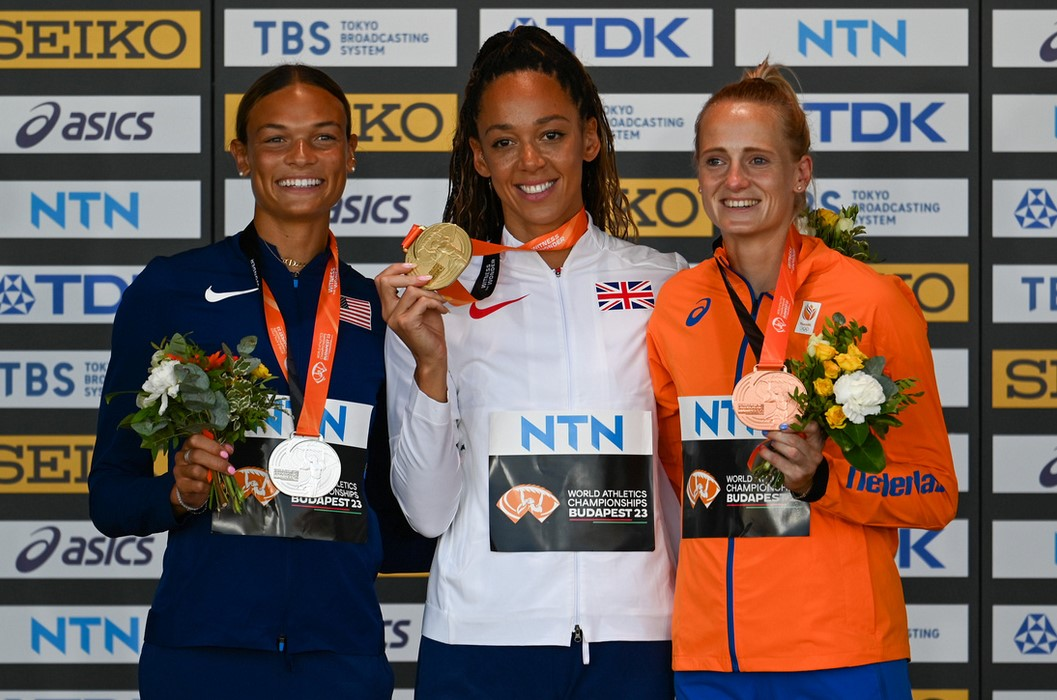
Die Medaillengewinnerinnen (v. l. n. r.): Anna Hall, Katarina Johnson-Thompson, Anouk Vetter

Weitere Teilnehmerinnen aus deutschsprachigen Ländern:
- Vanessa Grimm – Rang 14 mit 6088 Punkten
- Sarah Lagger – Rang 17 mit 5910 Punkten
- Carolin Schäfer – DNF nach drei Wettbewerben
- Annik Kälin – DNF nach zwei Wettbewerben

## Resultat Mixed

### 4 × 400 m Staffel
| Platz | Land           | Athleten | Zeit (min) |
| ----- | -------------- | --- | ---------- |
| 1     | USA            | Justin Robinson Rosey Effiong Matthew Boling (Finale) Alexis Holmes im Vorlauf außerdem: Ryan Willie                           | 3:08,80 WR |
| 2     | Großbritannien | Lewis Davey (Finale) Laviai Nielsen Rio Mitcham Yemi Mary John im Vorlauf außerdem: Joe Brier                                  | 3:11,06 NR |
| 3     | Tschechien     | Matěj Krsek Tereza Petržilková Patrik Šorm Lada Vondrová                                                                       | 3:11,98 NR |
| 4     | Frankreich     | Gilles Biron Louise Maraval Téo Andant Amandine Brossier                                                                       | 3:12,99000 |
| 5     | Belgien        | Robin Vanderbemden Imke Vervaet Jonathan Borlée (Finale) Camille Laus im Vorlauf außerdem: Florent Mabille                     | 3:13,83000 |
| 6     | Irland         | Jack Raftery Sophie Becker Christopher O’Donnell Sharlene Mawdsley                                                             | 3:14,13000 |
| 7     | Deutschland    | Manuel Sanders Alica Schmidt Jean Paul Bredau Elisa Lechleitner (Finale) im Vorlauf außerdem: Skadi Schier                     | 3:14,27000 |
| 8     | Polen          | Igor Bogaczyński (Finale) Patrycja Wyciszkiewicz Karol Zalewski Marika Popowicz-Drapała im Vorlauf außerdem: Kajetan Duszyński | 3:15,49000 |
| DNF   | Niederlande    | Liemarvin Bonevacia (Finale) Lieke Klaver Isaya Klein Ikkink Femke Bol im Vorlauf außerdem: Terrence Agard                     |            |

Finale: 19. August 21:49 Uhr
Anmerkung:

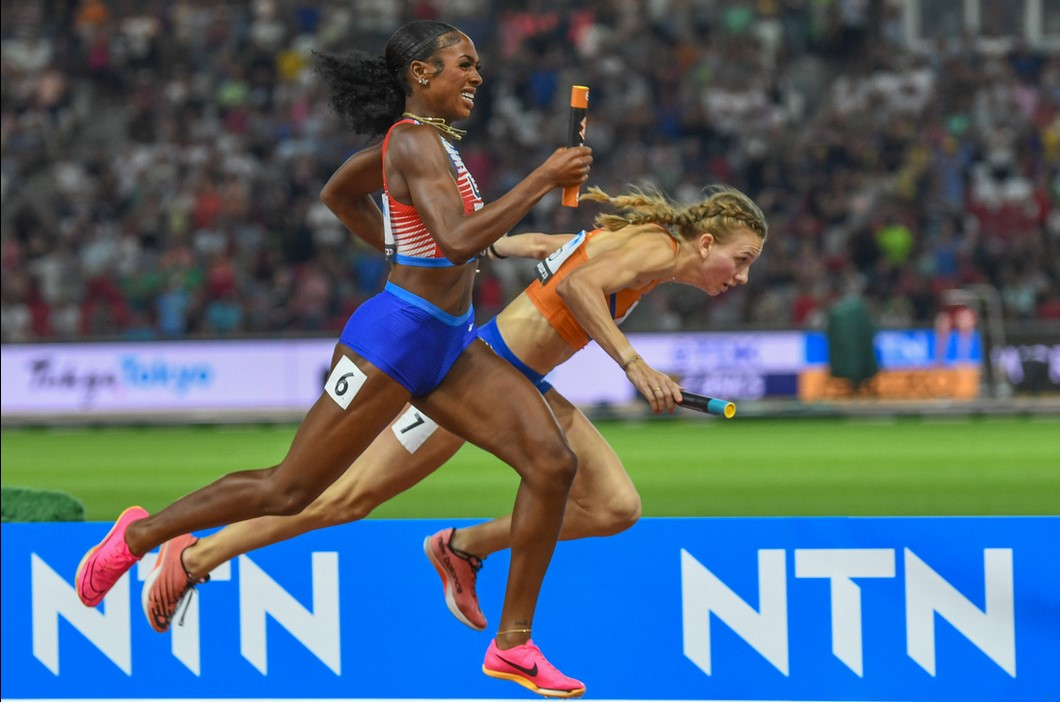
Alexis Holmes zieht an der stürzenden Femke Bol vorbei

Einige Läuferinnen kamen nur im Finale zum Einsatz. Diese Einsätze sind jeweils in Klammern mit einer entsprechenden Anmerkung versehen.
Weitere Teilnehmerstaffel aus einem deutschsprachigen Land:

 Schweiz (Lionel Spitz, Giulia Senn, Ricky Petrucciani, Julia Niederberger)
0000000000ausgeschieden im zweiten Vorlauf (Rang 6 in 3:13,38 min)